# Parménides de Elea
Parménides de Elea (en griego Παρμενίδης ὁ Ἐλεάτης) fue un filósofo griego. Nació entre el 530 a. C. y el 515 a. C. en la ciudad de Elea, colonia griega de Magna Grecia (sur de Italia).
Parménides escribió una sola obra: un poema filosófico en verso épico del cual nos han llegado únicamente algunos fragmentos conservados en citas de otros autores. Los especialistas consideran que la integridad de lo que conservamos es notablemente mayor en comparación con lo que nos ha llegado de las obras de casi todos los restantes filósofos presocráticos, y por ello su doctrina puede ser reconstruida con mayor precisión.
Por lo que podemos deducir a partir de los testimonios conservados, el poema de Parménides representa una revelación divina dividida en dos partes:
- La vía de la verdad, donde se ocupa de «lo que es» o «ente», y expone varios argumentos que demuestran sus atributos: es ajeno a la generación y la corrupción y por lo tanto es inengendrado e indestructible, es lo único que verdaderamente existe —con lo que niega la existencia de la nada— es homogéneo, inmóvil y perfecto.
- La vía de las opiniones de los mortales, donde trata de asuntos como la constitución y ubicación de los astros, diversos fenómenos meteorológicos y geográficos, y el origen del hombre, construyendo una doctrina cosmológica completa.

Mientras que el contenido de la vía de la opinión se asemeja a las especulaciones físicas de los pensadores anteriores, como los jonios y los pitagóricos, la vía de la verdad contiene una reflexión completamente nueva que modifica radicalmente el curso de la filosofía antigua: se considera que Zenón de Elea y Meliso de Samos aceptaron sus premisas y continuaron su pensamiento. Los físicos posteriores, como Empédocles, Anaxágoras y los atomistas, buscaron alternativas para superar la crisis en la que había sido arrojado el conocimiento de lo sensible. Incluso la sofística de Gorgias acusa una enorme influencia de Parménides en su forma argumentativa.
Tanto la doctrina platónica de las formas como la metafísica aristotélica guardan una deuda incalculable con vía de la verdad de Parménides. Por esto es por lo que muchos filósofos y filólogos consideran que Parménides es el fundador de la metafísica occidental. Compite con Aristóteles por el título del "padre de la lógica" por emplear argumentos deductivos y formular el principio lógico de identidad y de no contradicción.

## Biografía

### Procedencia
Parménides nació en Elea (llamada Velia en época romana), ciudad ubicada en Magna Grecia. Diógenes Laercio dice que su padre fue Pires, y que perteneció a una familia rica y noble. También es Laercio quien transmite dos fuentes divergentes en lo que se refiere al maestro del filósofo. Una, dependiente de Soción, señala que primero fue alumno de Jenófanes, pero que no le siguió, y que luego se asoció con un pitagórico, Aminias, al que prefirió como maestro. Otra tradición, dependiente de Teofrasto, indica que fue discípulo de Anaximandro.

### Datación

Hipótesis sobre el año de nacimiento de Parménides y fecha de composición de su poema.

Todo lo relativo a la datación de Parménides —la fecha de su nacimiento, de su fallecimiento, así como la época de su actividad filosófica— está envuelto en oscuridad irremediablemente; los estudiosos barajan conjeturas a partir de datos de dudosa veracidad relativos a su fecha de nacimiento y el floruit del filósofo, sin que parezca poderse establecer fecha firme alguna más allá de vacilantes aproximaciones.

#### Fecha de nacimiento
Todas las conjeturas acerca de la fecha de nacimiento de Parménides se basan en dos fuentes antiguas. Una procede de Apolodoro y nos la trasmite Diógenes Laercio: esta fuente marca la Olimpíada 69.ª (entre el 504 a. C. y el 500 a. C.) como momento de madurez, situando su nacimiento 40 años antes (544 a. C. – 540 a. C.). La otra es Platón, en su diálogo Parménides. Allí Platón compone una situación en la que Parménides, de 65 años, y Zenón, de 40, viajan a Atenas para asistir a las Grandes Panateneas. Conocen en esa ocasión a Sócrates, que era aún muy joven según el texto platónico.
Es conocida la inexactitud de las dataciones provenientes de Apolodoro, que elige la fecha de un suceso histórico para hacerla coincidir con la madurez —el acmé— de un filósofo, madurez que alcanzaban invariablemente a los cuarenta años. Además intenta hacer coincidir siempre la madurez de un filósofo con el nacimiento de su supuesto discípulo. En este caso Apolodoro, según Burnet, se basa en la fecha de la fundación de Elea (540 a. C.) para ubicar cronológicamente la madurez de Jenófanes y por ende el nacimiento de su supuesto discípulo, Parménides.
Es por eso por lo que Burnet y los filólogos posteriores como Cornford, Raven, Guthrie y Schofield prefirieron basar los cálculos en el diálogo platónico. Según estos últimos, el hecho de que Platón aduzca tantos detalles respecto de las edades en su texto es un signo de que escribe con precisión cronológica. Dice Platón que Sócrates era muy joven, y se interpreta que esto significa que tenía menos de veinte años. Conocemos el año de la muerte de Sócrates 399 a. C., y su edad: tenía alrededor de setenta años. Por ello conocemos también la fecha de su nacimiento: 469 a. C. Las Grandes Panateneas se celebraban cada cuatro años, y de las que se celebraron durante la juventud de Sócrates (454, 450, 446), la más probable es la del 450 a. C., cuando Sócrates tenía 19 años. Y, si en este encuentro Parménides tenía cerca de 65 años, su nacimiento se produjo alrededor del 515 a. C.
Sin embargo, ni a Raven ni a Schofield —que sigue al primero— les parece enteramente satisfactoria una datación basada en un diálogo platónico tardío. Otros estudiosos directamente prefieren no contar con los datos platónicos y proponen otras fechas. De acuerdo a un estudioso de los diálogos platónicos, R. Hirzel, Conrado Eggers Lan indica que lo histórico no tiene para Platón ningún valor. El hecho de que se cite el encuentro entre Sócrates y Parménides también en los diálogos Teeteto (183e) y Sofista (217c) solo indica que se está refiriendo al mismo suceso ficticio, y ello es posible porque se considera tanto al Teeteto como al Sofista posteriores al Parménides. En Sof. 217c se atribuye a Parménides el procedimiento dialógico de Sócrates, lo que confirmaría que esta no es más que una referencia a la situación dramática ficticia del diálogo. Eggers Lan propone, además, una corrección del dato tradicional de la fundación de Elea. Basándose en Heródoto I, 163–167, que indica que los foceos, luego de derrotar a los cartagineses en batalla naval, fundaron Elea, y añadiendo la referencia de Tucídides I, 13, donde se indica que tal batalla ocurrió en tiempos de Cambises II, se puede situar la fundación de Elea entre el 530 a. C. y 522 a. C. Entonces Parménides no podría haber nacido antes del 530 a. C. Tampoco después del 520 a. C., atendiendo a que es anterior a Empédocles. Este último procedimiento de datación tampoco es infalible, porque se ha puesto en duda que el hecho que vincula los pasajes de Heródoto y Tucídides sea el mismo. Néstor Luis Cordero también rechaza la cronología basada en el texto platónico, y la realidad histórica del encuentro, en favor del dato tradicional de Apolodoro y Diógenes Laercio. Sigue el dato tradicional de la fundación de Elea en el 545 a. C., señalándolo no solo como terminus post quem, sino como fecha posible del nacimiento de Parménides. De lo que concluye que sus padres formaron parte del contingente fundador de la ciudad, y que fue contemporáneo de Heráclito. La evidencia también sugiere que Parménides no pudo haber escrito mucho después de la muerte de Heráclito.

#### Cronología relativa a otros presocráticos
Más allá de las especulaciones e inexactitudes sobre su fecha de nacimiento, algunos especialistas han vuelto la mirada a ciertos pasajes de su obra para precisar la relación de Parménides con otros pensadores. Se creyó encontrar en su poema ciertas alusiones polémicas a la doctrina de Anaxímenes y los pitagóricos (fragmento B 8, verso 24, y frag. B 4), y también contra Heráclito (frag. B 6, vv. 8–9), mientras que Empédocles y Anaxágoras se refieren frecuentemente a Parménides.
La referencia a Heráclito ha sido debatida. La tesis de Bernays de que Parménides ataca a Heráclito, a la que se adhirieron Diels, Kranz, Gomperz, Burnet y otros, fue discutida por Reinhardt, a quien siguió Jaeger.
A Guthrie le parece sorprendente que Heráclito no hubiera censurado a Parménides si lo hubiese conocido, como hizo con Jenófanes y Pitágoras. Su conclusión, no obstante, no surge de esta consideración, sino que señala que, por la importancia de su pensamiento, Parménides parte en dos la historia de la filosofía presocrática, por lo tanto su posición respecto de otros pensadores es fácil de determinar. Y, desde este punto de vista, la filosofía de Heráclito le parece pre-parmenídea, mientras que las de Empédocles, Anaxágoras y Demócrito son post-parmenídeas.

### Ocupaciones y anécdotas

#### Legislador
Plutarco, Estrabón y Diógenes —siguiendo el testimonio de Espeusipo— coinciden en afirmar que Parménides participó en el gobierno de su ciudad, organizándola y dándole un código de leyes admirable.

#### Médico

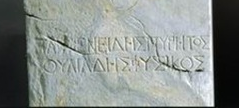
Detalle del pedestal hallado en Velia. Las inscripciones griegas se hacían solo en mayúsculas, y sin espacios. Reza como sigue:
ΠΑΜΕΝΕΙΔΗΣ ΠΥΡΗΤΟΣ
ΟΥΛΙΑΔΗΣ ΦΥΣΙΚΟΣ

En 1969 se produjo en Velia un hallazgo arqueológico que aportó un nuevo elemento a las especulaciones sobre la vida de Parménides. Se encontró el pedestal de una estatua del siglo I d. C. con cuatro palabras: ΠΑ[Ρ]ΜΕΝΕΙΔΗΣ ΠΥΡΗΤΟΣ ΟΥΛΙΑΔΗΣ ΦΥΣΙΚΟΣ. Las dos primeras dicen claramente (solo hay que restituir una Ρ en el nombre) «Parménides, hijo de Pires». La cuarta palabra φυσικός (fysikós, «físico») era comúnmente usada para designar a los filósofos que se dedicaban a la observación de la naturaleza. En cambio no hay acuerdo sobre el significado de la tercera (οὐλιάδης, ouliadēs): puede significar simplemente «natural de Elea» (el nombre «Velia» es en griego Οὐέλια), o «perteneciente a los Οὐλιος» (Ulios), esto es, a una escuela de médicos (cuyo patrono era Apolo Ulio). Si esta última hipótesis fuera cierta, Parménides sería entonces, además de legislador, médico. La hipótesis se refuerza con las ideas contenidas en el fragmento 18 de su poema, que contiene observaciones anatómicas y fisiológicas. Sin embargo, otros especialistas opinan que la única certeza que se puede extraer del descubrimiento es la de la importancia social de Parménides en la vida de su ciudad, ya señalada por los testimonios que indican su actividad como legislador.

#### Visita a Atenas
Platón, en su diálogo Parménides, relata que, acompañado de su discípulo Zenón de Elea, Parménides visitó Atenas cuando tenía aproximadamente 65 años de edad y que, en tal ocasión, Sócrates, entonces un hombre joven, dialogó con él.
Ateneo de Náucratis había notado que, si bien las edades hacen apenas posible un diálogo entre Parménides y Sócrates, el que Parménides haya sostenido argumentaciones semejantes a las sostenidas en el diálogo platónico es algo que parece imposible.
Sin contar con algunos especialistas que tienen en mucha estima los datos cronológicos provenientes del diálogo platónico, en la actualidad se considera que la visita a Atenas y el encuentro y conversación con Sócrates son ficticios. Las alusiones al hecho en otras obras platónicas solo son referencias al mismo diálogo ficticio y no a un hecho histórico.

## Obra
Desde la antigüedad se considera que Parménides escribió solo una obra, titulada Sobre la naturaleza. Es un poema didáctico escrito en hexámetros. La lengua en la que fue escrito es un artificio en el que se expresó la épica, el dialecto homérico. Esta forma tiene varios usos: facilita la mnemotecnia y recitación del poema; permite juegos de forma poética, tales como la composición anular y la Ritournelkomposition.

### Datación
El verso 24 del fragmento 1 contiene una palabra que ha servido para iniciar especulaciones sobre la datación de la composición del poema. Allí la diosa habla al receptor del mensaje, presuntamente el mismo Parménides, llamándolo κοῦρε (koûre, «joven»). Se ha pensado que esta palabra hace referencia a un hombre no mayor de treinta años y, teniendo en cuenta su fecha de nacimiento, podemos ubicar la creación del poema entre el 490 a. C. y el 475 a. C. Pero se ha objetado que la palabra debe ser entendida en su contexto religioso: indica la relación de superioridad de la diosa respecto del hombre que recibe su revelación. Guthrie apoya esta idea, sustentándola con una cita (Aristófanes, Aves 977) en donde el vocablo justamente señala no la edad de un hombre (que por lo demás no es joven), sino su situación respecto del intérprete de oráculos por el que está siendo interpelado. Su conclusión es que es imposible decir a qué edad Parménides escribió el poema. Eggers Lan, además de citar otro uso de κοῦρε (Homero, Il. VI, 59) donde la palabra puede aludir no a un hombre de treinta años sino a un adolescente, señala que lo menos probable es que el poema haya sido compuesto inmediatamente después de la experiencia religiosa que relata.

### Transmisión textual
El poema de Parménides, como obra completa, se considera perdido de manera irremediable. A partir de su composición, fue copiado muchas veces, pero la última referencia a la obra completa la hace Simplicio, en el siglo VI: escribe que esta ya se había vuelto rara entonces (Física, 144). Lo que nos llega del poema son citas fragmentarias, presentes en las obras de diversos autores. En esto Parménides no se diferencia de la mayoría de los filósofos presocráticos. El primero que lo cita es Platón, luego Aristóteles, Plutarco, Sexto Empírico y Simplicio, entre otros. A veces un mismo grupo de versos es citado por varios de estos autores, y si bien a menudo el texto de las citas coinciden, otras veces presentan diferencias. Esto da lugar a discusiones y especulaciones sobre cual cita es la más fiel al original. También existen casos en que la cita es única. La reconstrucción del texto, a partir de la reunión de todas las citas existentes, comenzó en el Renacimiento y culminó con la obra de Hermann Diels, Die Fragmente der Vorsokratiker, en 1903, que estableció los textos de la mayoría de los filósofos anteriores a Platón. En esta obra figuran un total de 19 «fragmentos» presuntamente originales de Parménides, de los cuales 18 están en griego y uno consiste en una traducción rítmica en latín. Del poema se han conservado 160 versos. Según estimaciones de Diels, estos versos representan alrededor de nueve décimos de la primera parte (la «vía de la verdad»), más un décimo de la segunda (la «vía de la opinión»). La obra de Diels fue reeditada y modificada por Walther Kranz en 1934. La edición tuvo tanta influencia en los estudios que hoy se cita a Parménides (así como a los otros presocráticos) según el orden de los autores y fragmentos de esta. Parménides ocupa allí el capítulo 28, por lo que se lo suele citar con la abreviatura DK 28, añadiendo luego el tipo de fragmento (A = comentarios antiguos sobre la vida y la doctrina; B = los fragmentos del poema original) y finalmente el número de fragmento (por ejemplo, «DK 28 B 1»). Aun cuando esta edición sea considerada canónica por los filólogos, han aparecido numerosas reediciones que han propuesto un nuevo orden de los fragmentos, y algunos especialistas, como Allan Hartley Coxon y Néstor Luis Cordero, han realizado colaciones sobre los manuscritos en los que se conservan algunas de las citas, y han puesto en duda la fiabilidad de la lectura y el establecimiento del texto de Diels.

### La forma de poema épico didáctico
Mucho se ha dicho de la forma poética de su escrito. Plutarco consideró que solo era una manera de evitar la prosa, y criticó su versificación. Proclo dijo que a pesar de utilizar metáforas y tropos, forzado por la forma poética, su escrito no deja de ser más parecido a la prosa que a la poesía. Simplicio, al cual le debemos la conservación de la mayor parte del texto que nos ha llegado, sostiene una opinión semejante: no hay que asombrarse de la aparición de motivos míticos en su escrito, debido a la forma poética que utiliza.
Para Werner Jaeger, la elección de Parménides por la forma de poema épico didáctico es una innovación muy significativa. Involucra, por una parte, el rechazo de la forma de prosa introducida por Anaximandro. Por otra, significa un vínculo con la forma de la Teogonía de Hesíodo. Pero el vínculo no solo afecta la forma, sino también a ciertos elementos del contenido: en la segunda parte del poema de Parménides (fragmentos B 12 y 13) aparece el Eros cosmogónico de Hesíodo (Teogonía 120) junto con un gran número de deidades alegóricas como la Guerra, la Discordia, el Deseo, cuyo origen en la Teogonía no puede ponerse en duda. Sin embargo, hay que notar que el poner estos elementos cosmogónicos en la segunda parte, dedicada al mundo de la apariencia, también involucra el rechazo de esta forma de entender el mundo, forma ajena a la Verdad para Parménides.
Hesíodo había presentado su poema teogónico como una revelación procedente de seres divinos. Había hecho de la invocación a las musas —ya una convención épica— el relato de una experiencia personal de iniciación en una misión única, la de revelar el origen de los dioses. Parménides en su poema presenta su pensamiento sobre el Ente uno e inmóvil como una revelación divina, como para derrotar a Hesíodo en su propio juego.

### Contenido

#### Proemio
El poema de Parménides comienza con un proemio de carácter simbólico del que poseemos 32 versos. Los primeros treinta versos han sido conservados por Sexto Empírico, que nos los ha trasmitido en Adversus Mathematicos VII, 111ss. A la vez, Simplicio de Cilicia trasmite en de Caelo 557, 25ss, los versos del 28 al 32. El proemio figura como el primer fragmento en la recopilación de Diels (DK 28 B 1).
En el proemio, Parménides describe el viaje que hace «el hombre que sabe»: un viaje en carro, tirado por un par de yeguas, y conducido por las Helíades (versos 1–10). El camino por el que es conducido, alejado del camino usual de los mortales, es la ruta de la noche y el día, camino que está interrumpido por un inmenso portal de piedra, cuya guardiana es Dice. Las hijas del Sol la persuaden, y esta abre la puerta para que pase el carro (vv. 11–21). El narrador es recibido por una diosa, cuyo discurso, que comienza en el verso 24, es el contenido del resto del poema. Esta le indica, en primer término, que no ha sido enviado por un destino funesto, sino por el derecho y la justicia (vv. 26–28). En virtud de ello, sigue, es necesario que conozca todas las cosas, tanto «el corazón inconmovible de la verdad persuasiva» como «las opiniones de los mortales», porque, a pesar de que en estas «no hay convicción verdadera», sin embargo han gozado de prestigio (vv. 28–32).

#### Las vías de la indagación
Proclo conserva, en Timeo I 345, 18–20 dos versos del poema de Parménides, que junto con seis versos trasmitidos por Simplicio, en Física, 116, 28–32–117, 1, forman el fragmento 2 (28 B 2). Allí la diosa habla de dos «vías de indagación que se pueden pensar». La primera es nombrada de la siguiente manera: «que es, y también, no puede ser que no sea» (v. 3); la segunda: «que no es, y también, es preciso que no sea» (v. 5). La primera vía es la «de la persuasión», que «acompaña a la verdad» (v. 4), mientras que la segunda es «completamente inescrutable» o «impracticable», puesto que «lo que no es» no se puede conocer ni expresar (vv. 6–8).
Un fragmento (B 3) conservado por Plotino, Enéada V, 1, 8, hace referencia a esto último: lo que tiene que ser pensado es lo mismo que tiene que ser.
En el fragmento B 6, nueve versos conservados por Simplicio, también en su Física (86, 27–28 y 117, 4–13), sigue hablando de las vías de pensamiento. Los primeros tres versos argumentan en contra de la segunda vía, presentada en B 2, v. 5: Postula que es necesario pensar y decir que «lo que es» es, pues es posible que sea, mientras que es imposible que «nada» sea. Y esta es la razón por la que la diosa aparta al «hombre que sabe» de la segunda vía. Inmediatamente, la diosa habla de un tercer camino que debe dejarse de lado: aquel en el que deambulan los mortales, errantes puesto que son arrastrados por una mente vacilante, que considera que ser y no ser es lo mismo, y a la vez no es lo mismo (vv. 4–9). Es la vía de la opinión, presentada ya en B 1, v. 30.
Otro fragmento (B 7), citado en parte por Platón, Sofista 242 a (los primeros dos versos), y en parte por Sexto Empírico, en Adversus Mathematicos, VII, 111 (los siguientes cinco versos), sigue esta reflexión y la concluye: no hay manera de probar «que es lo que no es» (v. 1). Por ello la diosa indica que hay que apartarse de este camino de la indagación, yendo incluso contra la costumbre, que guía a la «mirada desatenta» y al «oído retumbante y la lengua», es decir, a los sentidos (vv. 2–4). En cambio, recomienda seguir su polémica argumentación con el raciocinio (vv. 5–6). Parte del verso 6, y lo que queda del 7, conectan el tema de las vías de indagación con el fragmento A 8: solo queda el discurso sobre el camino que trata de «lo que es».

#### Los signos de la vía de la verdad, determinaciones de «lo que es»
Simplicio copia de la obra de Parménides un importante fragmento (B 8) en Física 145, 1–28 y 146, 1–24. Allí la diosa describe una serie de «signos» o «señales» sobre «lo que es», que están a lo largo del camino y que vienen a ser un conjunto de predicados del ente (vv. 1–2). Estos son los de «inengendrado», «indestructible», «íntegro», «único», «inestremecible» (o «inmóvil», ἀτρεμής) y «perfecto» (vv. 3–4).
Desde el verso 5 al 21 se desarrolla un extenso argumento en contra de la generación y la corrupción. El verso 5 postula que «lo que es» no fue, ni será, puesto que es enteramente «ahora». Por otra parte, si no se puede inteligir o decir nada sobre «lo que no es», entonces no hay posibilidad de hallar desde dónde se habría generado, ni por qué razón se generaría «antes» o «después», surgiendo de la nada (vv. 6–10). Es necesario que sea completamente, o que no sea en absoluto, por lo tanto no se puede admitir que de lo que no es surja algo que exista junto con «lo que es» (vv. 11–12). La generación y la corrupción están prohibidas por la Justicia, en virtud de una decisión: «es o no es», y se ha decidido abandonar este último camino por inescrutable, y seguir el primero, único camino verdadero (vv. 14–18). Tampoco puede el ente, siendo, nacer. Y si nació, no es. Tampoco puede ser si va a llegar a ser. Por lo tanto la generación está extinta, y el perecer no puede conocerse (vv. 19–21).
A partir del verso 22 y hasta el 25 el poema pasa a tratar sobre la condición de integridad del ente. No se pueden distinguir en él partes, puesto que es uniforme: no se da en él el más y el menos, simplemente está lleno de «lo que es», y se encuentra solo consigo mismo.
La inmovilidad es tratada desde el verso 26 al 33. Esta se entiende primero como negación del tránsito, como generación y corrupción, las cuales ya fueron repelidas por la verdadera convicción (vv. 26–28). Luego dice que el ente permanece en su lugar, en sí mismo y por sí mismo, compelido por la necesidad, que lo sujeta «con fuertes lazos» (vv. 29–31). Una razón adicional de su inmovilidad es que de nada carece (v. 32), puesto que, careciendo de algo, carecería de todo (v. 33).
El contenido de los versos 34 a 36 está profundamente relacionado con el fragmento B 3: postula que lo que hay que inteligir es aquello por lo que es la intelección: el inteligir mismo (noein) está revelado en el ente; de hecho, no hay nada más que ente.
La Moira mantiene al ente íntegro e inmóvil (vv. 37–38); esto obliga a pensar que todo cuanto los mortales han pensado como verdadero, no es más que un entramado de meros nombres que designan cambios: nacer y perecer, ser y no ser, variar de lugar y de color (vv. 39–41).
En el verso 42, el discurso se ocupa del predicado de la perfección, deducido de que el ente se atiene al límite. La perfección motiva a Parménides a introducir aquí una metáfora: es semejante a la masa de una esfera bien redondeada, porque toda su superficie equidista del centro (vv. 43–44). No puede ser menor en algún lugar, porque no hay «no ente» que lo permita, ni hay ente que le permita ser, en alguna parte, más ente que en otra parte. Permaneciendo idéntico a sí mismo, se encuentra cabalmente en sus límites (vv. 45–49).

#### Las opiniones de los mortales
El final del fragmento 8 corresponde a una caracterización inicial de la vía de la opinión. La diosa indica que con las consideraciones anteriores termina el discurso fidedigno, y comienza un «orden engañoso de palabras»: el de las opiniones de los mortales (vv. 50–52). Estos, los mortales, han dado nombres a dos formas, con lo que se han extraviado, porque solamente es lícito nombrar una (v. 54). Les asignaron a estas formas propiedades diferentes, y las consideraron opuestas: por una parte el fuego, suave, ligero y homogéneo; por otra, la noche, compacta y pesada (vv. 55–59). La diosa declara este discurso no ya verdadero, sino de apariencia verosímil, y lo comunica para que, en el orden de las opiniones, tampoco resulte superado el sabio (vv. 60–61).
A partir de esto, la revelación se vuelve cosmología, rivalizando explícitamente con los sistemas físicos de los pensadores anteriores. La cosmología de la vía de la opinión nos ha llegado mucho más fragmentariamente que el contenido de la vía de la verdad. Los fragmentos que pertenecen a esta parte del poema son desde el B 9 hasta el B 19, de diverso origen, incluyendo uno que solo conocemos en una traducción latina (28 B 19).
El fragmento 9 vuelve a mencionar lo que en la parte final del fragmento 8 se describía como aquello que los mortales han concebido como el fundamento dual del mundo de la apariencia: los principios opuestos «luz» y «noche», y dice que todo está lleno de estos opuestos, y que nada pertenece exclusivamente a uno de los dos.
Los fragmentos 10 y 11 son introductorios de la cosmología. Se trata de un conocimiento sobre el éter y sus signos (o constelaciones), la obra del Sol y de la Luna, la naturaleza del cielo, y el origen de estos fenómenos meteorológicos (B 10), pero también de la Tierra, la Vía Láctea y el Olimpo (B 11).
En los fragmentos astronómico-meteorológicos se postula como estructura del cosmos la existencia de unos anillos concéntricos, de diversa naturaleza: Aecio dice que unos están compuestos de lo raro y otros de lo denso, y otros compuestos de luz y noche. Esto último puede confirmarse en el mismo fr. 12, vv. 1–2, de donde se puede colegir que los anillos más cercanos al centro participaban más de fuego, mientras que los más lejanos al centro estaban más llenos de noche. Ambos pasajes presentan, en medio de este cosmos, una diosa que gobierna todas las cosas, pero sobre todo la mezcla y atracción de los sexos, y el «aborrecible» nacimiento (B 12, 3–6). Aecio dice que esta diosa es Dice (Justicia) y Ananké (Necesidad).
También se nos ha trasmitido un fragmento (B 16), junto a su correspondiente explicación en el de sensu, 1ss, de Teofrasto (A 46), que trata de la teoría del conocimiento sensible (sensación y percepción). Teofrasto coloca a Parménides entre los que piensan que la sensación surge por la semejanza (entre el o lo que siente y la cosa sentida). Considera Parménides que todo está compuesto por dos elementos, lo caliente y lo frío, y de esta mezcla, presente en los miembros de los hombres, depende la inteligencia de estos. De hecho, la naturaleza de cada miembro u órgano, lo que en estos es preponderante, es lo que percibe. Por ello los cadáveres, que han sido abandonados por el fuego, la luz y el calor, solo pueden percibir lo contrario, el frío y el silencio. Todo lo que existe, concluye, posee cierto conocimiento.

## Problemas textuales e interpretativos
El conocimiento de la doctrina de Parménides, como la de todos los pensadores de su época, se ve dificultado por su antigüedad. Esto afecta su comprensión por diversos motivos: desde el punto de vista de la transmisión de su pensamiento, la paleografía se encuentra con problemas tales como el estado fragmentario del texto y la corrupción de los manuscritos, lo que ha ocasionado lagunas en el texto o pasajes particularmente difíciles de leer. Los especialistas intentan suplir esto con conjeturas basadas en lo que se conserva en buen estado. Pero incluso estos pasajes son difíciles de interpretar debido a las dificultades para determinar significados precisos de los vocablos y las frases, tarea de la filología clásica. Tampoco es sencillo ofrecer una interpretación general del poema que lo ubique dentro de la producción literaria de su época y que lo vincule con las manifestaciones anteriores y posteriores de la filosofía griega.
Todo ello hace que la labor de los especialistas sea fundamental para una lectura y comprensión lúcida del texto. La filología y los historiadores de la filosofía griega han dado pasos valiosos en la reconstrucción del texto y su interpretación en los últimos dos siglos. Sus representantes se han apoyado también en comentarios de la antigüedad clásica y tardía, y en el conocimiento de las obras antiguas con las que han podido establecer comparaciones y paralelos.

### Análisis del Proemio
Fue costumbre entre los intérpretes del pensamiento de Parménides dejar parcialmente fuera de consideración esta parte del poema, reduciéndola a una simple concesión al estilo del poema épico-didáctico. La filología reciente, en cambio, le ha prestado la atención que merece.

#### Las yeguas y el carro

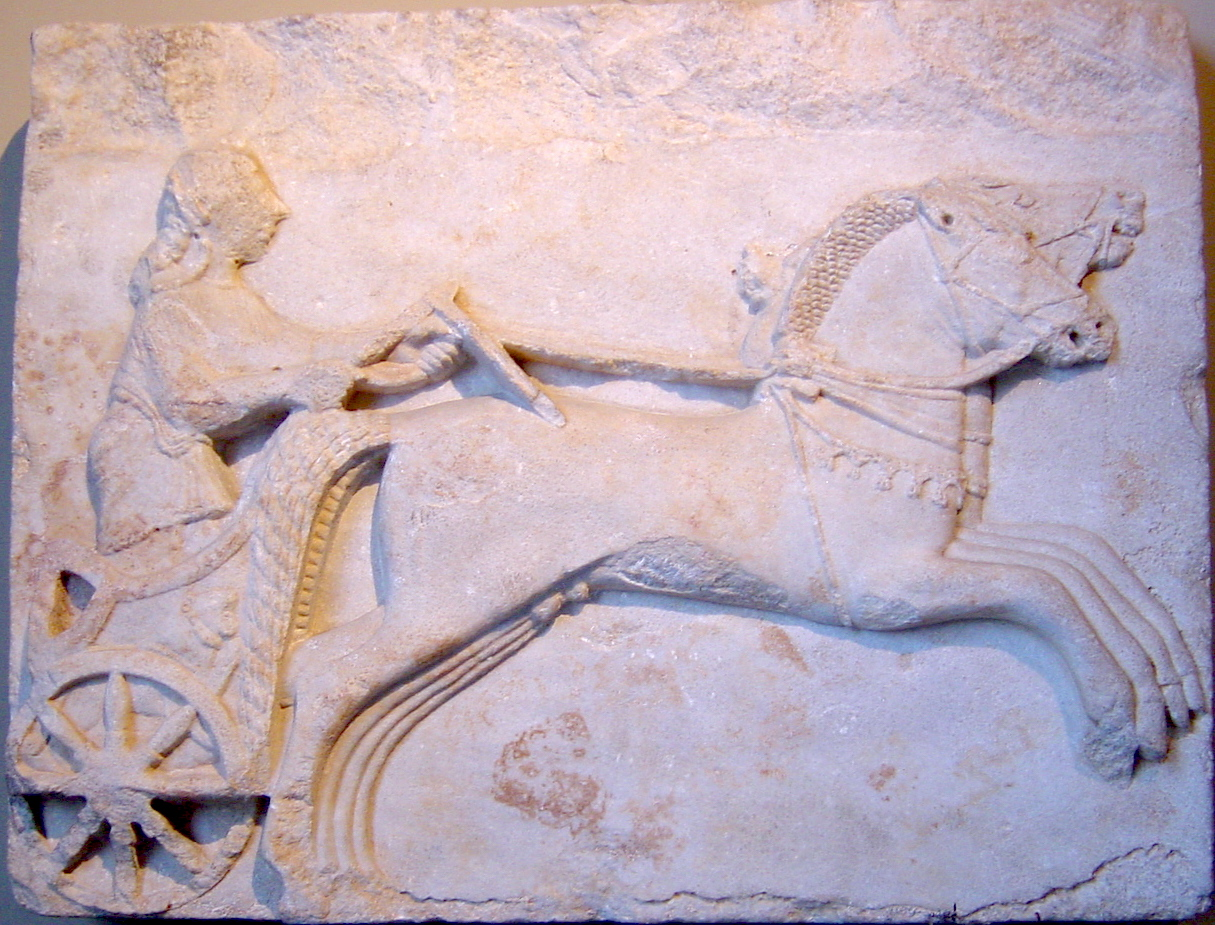
Auriga griego. Bajorrelieve del último cuarto del procedente de Cícico, Museo Arqueológico de Estambul.

El proemio, lleno de reminiscencias homéricas y hesiódicas, inicia con la descripción de un viaje en carro de dos ruedas (v. 7), tirado por un par de yeguas, calificadas de πολύφραστοι (polýphrastoi, v. 4), «atentas» o «conocedoras». La imagen recuerda los divinos corceles de Aquiles, dotados a veces incluso de voz. Píndaro también nos ofrece una imagen similar de bestias de tiro que «conducen» por un «camino puro» o «luminoso» (ἐν καθαρᾷ κελεύθῷ, en katharâ keleuthô, Olímpica VI, vv. 22–26). Hay tantos elementos comunes entre las composiciones que Bowra considera que, o la de Píndaro imita a la de Parménides —es posterior, del 468 a. C.—, o, lo que considera más probable, que tienen una fuente en común de la que ambos se ven influidos. Eggers Lan traduce πολύφραστοι como «muy conocedoras», porque saben reconocer los signos del camino. Todo parece querer sugerir que el carro va dirigido por poderes superiores, y hay que descartar, como dice Jaeger, la interpretación platonizante de Sexto Empírico, inspirada en el mito del «carro alado» narrado en el Fedro (246 d 3 – 248 d), en el cual el carro simboliza el alma humana. Seguramente la composición guarda una relación más estrecha con el mito de la muerte de Faetón, puesto que tanto este como las aurigas de este carro parmenídeo son hijos del Sol, y el camino que se transita es el de la Noche y el Día (v. 11). Se trata del mismo «carro solar».

#### El camino y el portal

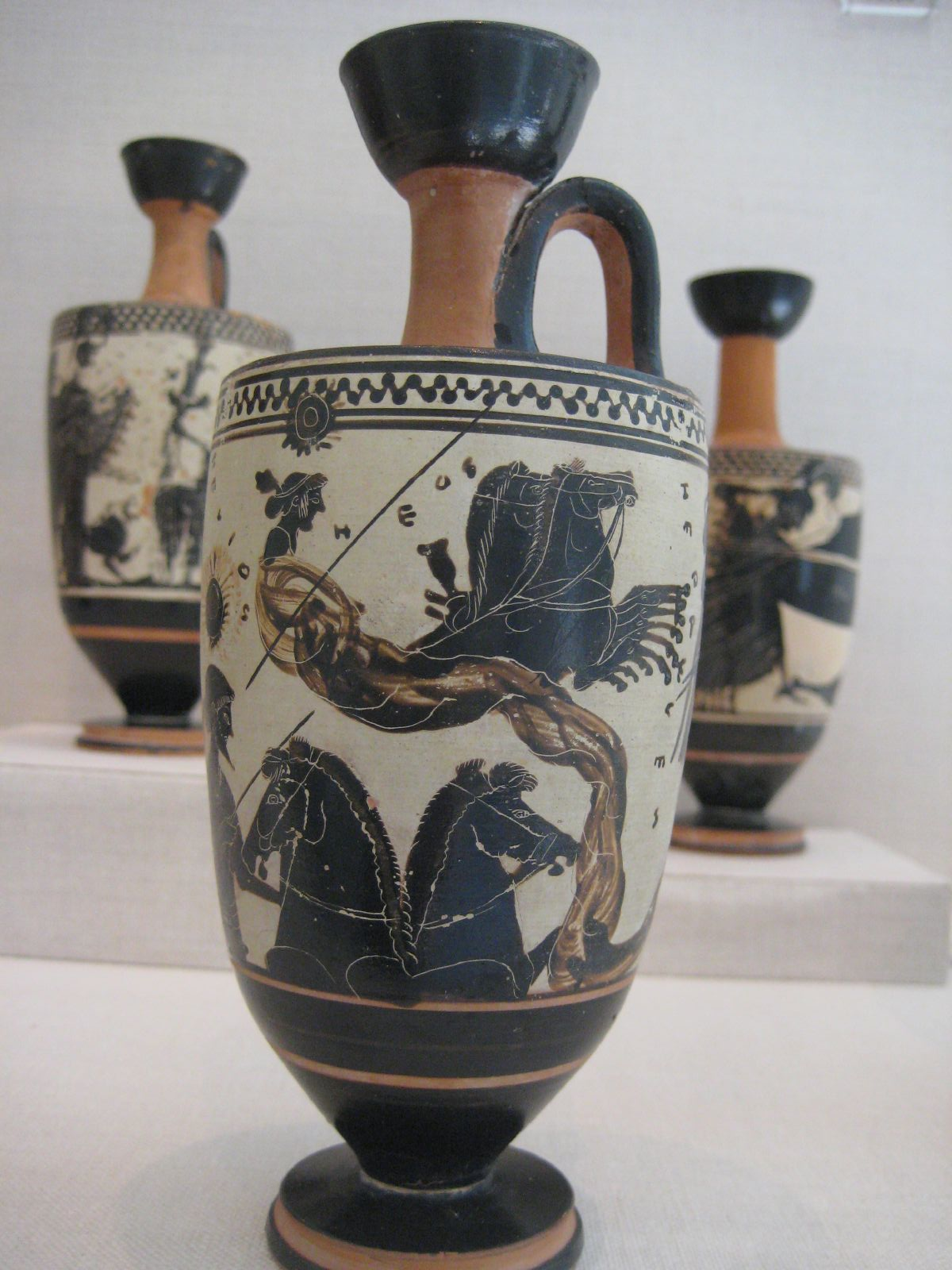
Helios y la Noche. Lecito de figuras negras del Representa a Helios, ascendiendo en su cuadriga, la Noche, alejándose hacia la izquierda y Eos a la derecha.

El primer calificativo que recibe el camino del proemio, πολύφημον (polýphemon), es de interpretación discutida. Fraenkel niega que signifique «famoso» y vincula el sentido de φήμη (phémê) a «noticia», «palabra de significación activa». Por otra parte, el diccionario Liddell–Scott–Jones presenta un pasaje de Píndaro, Ístmicas VIII, 64, donde la palabra tiene equivalencia semántica con πολύφραστος (polýphrastos, «famoso»). Guthrie piensa que ambas traducciones son posibles. Eggers Lan traduce «abundante en signos», alegando un paralelo con el pasaje de Odisea XX, 98–111, donde habría una equivalencia entre phémē, «signo», y sêma, «señal».
En cambio, es seguro que el poema presenta este camino como «camino de una divinidad» o «diosa» (v. 3). En este mismo verso, hay discrepancias en la lectura de un complemento del verbo φέρει (pherei, «llevar», en 3.ª persona). Desde que en 1909 un erudito (H. Mutschmann) creyó leer, en el manuscrito que manejó, las palabras κατὰ πάντ᾽ ἄστη (katà pánt 'ástē: «a través de todas las ciudades»), una gran cantidad de estudiosos le siguieron: Diels, Burnet (que incluso dice, basado en esta lectura, que Parménides fue una suerte de sofista itinerante), Guthrie, y Schofield por ejemplo. Jaeger ya había criticado esta lección, y propuesto una enmienda: reemplazar ἄστη por ἀσινῆ (asinê, «incólume»), cuando Coxon en 1968 termina de confirmar, en una nueva colación, que la lectura «ἄστη» no está respaldada por ningún manuscrito, y que el que manejó Mutschmann trae «ἄτη», que es una lectura corrupta. El estado corrupto de este códice obliga a los especialistas a enmendar el texto con conjeturas. Eggers Lan traduce «en todo sentido» ateniéndose solo a lo conservado auténtico: κατὰ πάντ᾽ (katà pánta). Cordero conjetura κατά πάν τα<ύ>τῃ (katà pàn taúte, «respecto de todo conduce ahí»). Bernabé lo sigue en su última edición.
Este camino conduce desde la «morada de la Noche» hacia la luz (vv. 9–10). En el verso 11 se dice que el camino es «de la Noche y el Día». Hesíodo había hablado de la «casa de la Noche» en Teogonía, vv. 748ss, casa en donde tanto la Noche como el Día habitan, solo que de manera alternada, pues nunca la mansión acoge a ambos a la vez. La visión antigua de la alternancia de la Noche y el Día se puede caracterizar como un tránsito que realizan ambos por un mismo camino, pero en posiciones siempre diferentes. El camino de la Noche y del Día es, por lo tanto, un único camino. Hesíodo ubica geográficamente la morada de la Noche en el centro de la Tierra, en las inmediaciones del Tártaro. En cambio, Parménides sitúa su escena, según cabe presumir por el material de la abertura de las puertas (son «etéreas», v. 13), en el cielo.

#### Dice
Así como en Homero las puertas del Olimpo están custodiadas por las Horas, hijas de Zeus y Temis (Ilíada V, 749), el portal del poema parmenídeo está custodiado por Dice, una de ellas. Dice representa el proceso de reparación de una injusticia. Por esto se la adjetiva como πολύποινος (polýpoinos, «rica en castigos» o «vengadora», v. 14). Algunos comentaristas afirmaron que en el poema esta diosa se identifica con Ananké, la Necesidad, que sería la divinidad (δαίμων, dáimōn) que aparece en el fr. B 12, v. 3, de la «Vía de la opinión» como quien gobierna el universo visible, la mezcla y la alternancia del día y la noche. Las Helíades persuaden, con blandas palabras, a la diosa para que corra el cerrojo, y Dice finalmente abre la puerta.
La expresión Δίκη πολύποινος (Dike polýpoinos) está presente en un poema órfico (fr. 158 Kern). Esto, más el hecho de que Dice posee las llaves «de usos alternos» o «de doble uso» (ἀμοιβἤ, amoibê, v. 14), otro posible elemento ritual, hizo pensar en una estrecha relación entre Parménides y los cultos órficos, tan abundantes en el sur de Italia. El giro εἰδότα φῶτα (eidóta phōta, «hombre que sabe»), contrapuesto a los mortales y su ignorancia, no hace más que reforzar este vínculo (véase Orfeo, fr. 233 Kern).

#### Moira, Temis

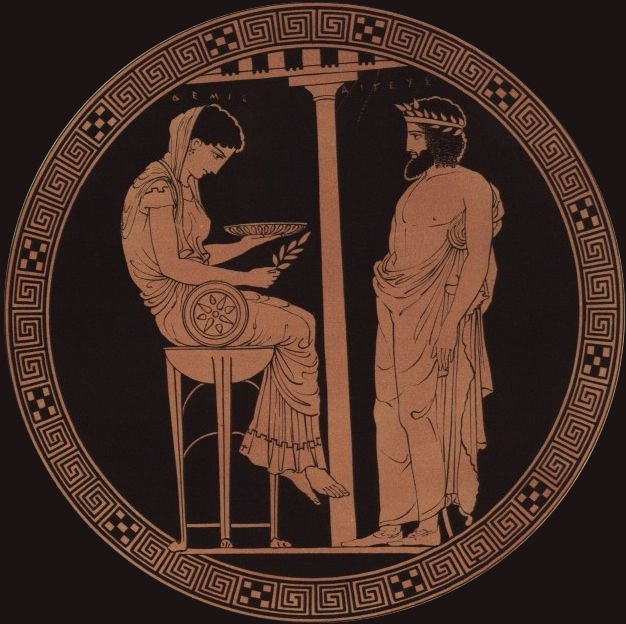
Temis y Egeo. Tondo de kílix de Vulci, Pintor de Codro, 440 a. C. – 430 a. C.

Una vez que el carro franquea el umbral, el «hombre que sabe» es recibido por una diosa —cuya identidad no se revela— con un gesto típico de bienvenida, tomando la mano derecha del que llega con su propia diestra (vv. 22–23). Inmediatamente, reforzando el sentido del gesto, la diosa dice: «alégrate, porque no es una parca funesta la que te envió a recorrer este camino, que está alejado de la huella de los hombres, sino Temis y Dice» (vv. 26–28). La Parca o Moira (en singular o como coro de tres divinidades, las Moiras) es la divinidad que dispensa el destino a los mortales, pero también puede designar el destino mismo, la «parte» asignada a cada cual. «Parca funesta» (μοîρα κακή, moîra kakê) es un giro épico (p. ej. aparece en Ilíada XIII, 602) que designa, comúnmente, el destino de la muerte. No es, dice la diosa, este destino el que ha conducido al protagonista por la ruta de la Noche y el Día: el autor parece contraponer aquí el destino del «hombre que sabe» y el de Faetón, cuyo desastroso periplo en el carro del Sol solo tuvo fin con su muerte. «Moira» pertenece al conjunto de divinidades relacionadas con la justicia divina, como Temis y Dice, que son las que han permitido el tránsito de un mortal por la ruta del Sol. Temis personifica el derecho consuetudinario; en la épica, es el conjunto de las normas de comportamiento social, no formuladas, pero que ningún mortal puede desconocer. Representa el límite entre «como debe ser» y «como no debe ser». La buena disposición que muestran las diosas vinculadas con el derecho quiere significar que el viaje ha sido permitido o aprobado por la divinidad.

#### La diosa y las Musas

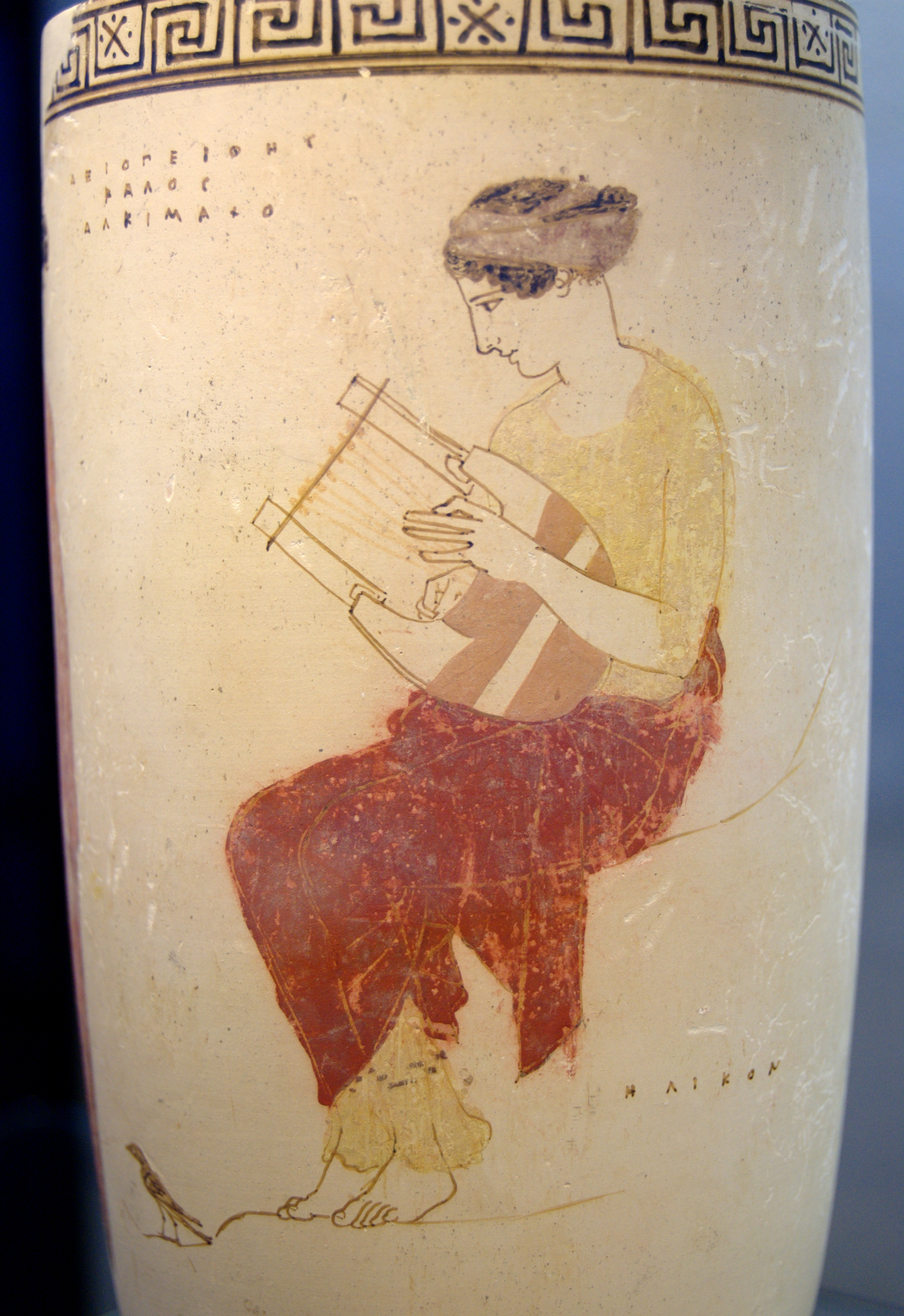
Musa tañendo la cítara. Lecito ático, Pintor de Aquiles, 440 a. C. – 430 a. C. La roca sobre la cual está sentada dice Hēlikon, por lo tanto representa a una de las musas que inspiraron la Teogonía de Hesíodo.

Luego de la recepción, la diosa indica que «es necesario» (con connotaciones también jurídico-religiosas) que el narrador conozca todas las cosas, diferenciadas doblemente, según su posibilidad de ser descubiertas ora de manera persuasiva, ora sin persuasión: por un lado, el corazón de la verdad, por otro, las opiniones de los mortales.
La lectura del atributo del «corazón de la verdad» presenta diferencias en los manuscritos. Algunos especialistas prefieren la lección εὐκυκλέος (eukykléos, «bien redonda»), comparando esta palabra con la idea del fragmento B 5, legado por Proclo: allí dice la diosa, respecto de la verdad, que es lo mismo desde donde comience, puesto que allí regresará: la cadena de sus razonamientos es circular. Otros leen εὐπειθέος (eupeithéos, «persuasiva»), lectura tradicional, mejor atestiguada y que también se puede defender apelando al contexto, puesto que luego, por contraposición, se habla de las opiniones de los mortales, donde no hay πίστις ἀληθές (pístis alēthés), «convicción» o «persuasión» verdadera.
Los versos que indican la razón por la cual es necesario que el narrador conozca también las opiniones de los mortales (vv. 31–32) son de difícil lectura e interpretación. Parece indicar que la razón es que aquello que es materia de opinión (τὰ δοκοῦντα, tà dokoûnta) ha sido reconocido como algo que abarca todo (πάντα περῶντα, panta perônta, «abarcando todo»), o es un todo (πάντα περ ὄντα, panta per ónta, «siendo todo»). Lo que viene a significar que las opiniones son el todo de lo que los mortales podrían conocer sin considerar la revelación de la diosa parmenídea. Han gozado necesariamente de prestigio y por eso deben ser conocidas. El pasaje está en estrecha relación con el final del fragmento 8, v. 60ss, donde la diosa dice que expone el discurso probable sobre el orden cósmico para que ninguna opinión mortal aventaje al receptor de la revelación.
La mayoría de los especialistas coinciden en mostrar la estrechísima relación entre esta diosa innominada (θεά, theá) y las Musas de la épica: Homero la invoca con la misma palabra en el primer verso de la Ilíada: «Canta, diosa…»; la divinidad es la que canta, en virtud de que sabe «todas las cosas» (Il. II, 485). Las Musas de Hesíodo incluso precisan algo similar a lo dicho por la diosa parmenídea sobre el discurso verdadero y el aparente: «Sabemos decir muchas mentiras con apariencias de verdades; y sabemos, cuando queremos, proclamar la verdad» (Teogonía, vv. 27ss).

#### Interpretaciones
La crítica especializada está de acuerdo en aceptar que el proemio es, de intento, una alegoría; vale decir que para Parménides, el sentido superficial, el relato del viaje, es un medio para expresar un significado profundo, que es el esencial. Está compuesto a partir de una rica simbología, que se nutre principalmente de la tradición épica (tanto Homero como Hesíodo), pero también de la simbología órfica y de relatos y leyendas de los que se nutre la lírica.
Narra una experiencia de índole místico-religiosa, pero en el carácter de esta experiencia los especialistas no concuerdan. Diels sugirió que el viaje narrado en el proemio guarda cierto parecido con el de los chamanes, hombres con el poder de viajar con su alma mientras su cuerpo permanece en cierto éxtasis, y Guthrie lo vincula con una línea de chamanes atestiguada en Grecia, entre los que se contarían figuras semilegendarias como Etálides (Ferécides, fragmento 8 DK), Aristeas (Heródoto, Historia IV, 13ss), Hermótimo (Plinio, H. N. VII 174) y Epiménides (frag. 1 DK). Este último se topó con las diosas Verdad y Justicia mientras dormía su cuerpo, lo cual se acerca mucho al relato del proemio. Sin embargo, Guthrie tiene ciertas reservas sobre la aplicación del término «chamanismo» referido a las prácticas religiosas griegas. En cambio, Schofield declara abiertamente sus dudas respecto a la existencia de este tipo de experiencias religiosas en Grecia. Jaeger entiende que el prototipo de esta experiencia hay que buscarlo en los misterios y ceremonias de iniciación griegos.
Sea cual fuere el origen de la simbología y la naturaleza de la experiencia religiosa narrada, Parménides utiliza todos estos elementos como recurso para expresar algo completamente nuevo en el mundo griego: la experiencia de un tránsito de la Noche hacia la Luz significa el tránsito de la ignorancia hacia el conocimiento. Así lo sostienen varios intérpretes. Sin embargo, Schofield indica que esta interpretación, que tuvo origen en Sexto Empírico, es incorrecta, porque el sabio comienza su viaje en una llamarada de luz, como es propio de quien «conoce». Es seguro que la intención del autor es dar a su obra el carácter de una revelación divina, puesto que el contenido es puesto en boca de la diosa, análoga a la musa épica. Y es una revelación no disponible para el común de los hombres. Representa el abandono del mundo de la experiencia cotidiana, en donde la noche y el día alternan, mundo substituido por una vía de conocimiento trascendente. En cambio, Jaeger entendió esta vía como una vía de salvación de la que Parménides habría escuchado hablar en las religiones de los misterios, vía recta que conduce al conocimiento. Jaeger distingue el sentido de este «camino» (ὁδός, hodós) del posterior vocablo μέθοδος (méthodos), que también es un camino que conduce a una meta, pero esta es una vía «puramente metódica», por lo tanto vacía, en comparación con la de Parménides. Consecuente con esto, ofrece una nueva enmienda del texto corrompido del verso 3: allí diría que el camino conduce al «hombre que sabe» no «a través de las ciudades» (ἄστη, ástē), sino «incólume» (ἀσινῆ, asinê), como es propio de un camino de salvación.
El acceso a la verdad no es, sin embargo, mérito del «hombre que sabe», puesto que es arrastrado por fuerzas superiores, las yeguas y las Helíades, su paso por la formidable barrera descrita en el poema es permitido por Dice y su periplo ha tenido desde el principio el favor de Temis. El tránsito es conforme a derecho.

### Las vías de indagación
Todos los filólogos que se han dedicado al estudio de los fragmentos relativos a las vías de indagación (B 2 – B 7 DK) han tenido que tomar posición sobre una serie de dificultades que presentan los textos consignados.

#### El sujeto en el fr. 2, vv. 3 y 5
Ha dado que hablar la ausencia de sujeto expreso en los versos 3 y 5 del fragmento 2, justamente aquellas líneas en donde la diosa presenta los caminos opuestos. La oposición de ambos caminos se expresa posteriormente, de manera reducida, como ἔστιν ἢ οὐκ ἔστιν (éstin e oúk éstin, «es o no es») en el fr. 8 (v. 16). Pero este verbo (ἔστιν, tercera persona del singular del tiempo presente del verbo εἶναι, «ser») puede tener un valor predicativo («es [algo]») o existencial («existe» o «hay»), y esta misma ambivalencia dificulta no solo su traducción, sino la determinación de su sujeto.
Un conjunto de especialistas, siguiendo quizás lo que les pareció el sentido natural del texto, pensaron que el sujeto es «lo que es». Así, por ejemplo, pensaron Diels y Cornford. Parménides estaría así postulando una tautología: «lo que es, es».
A Jaeger le parece que el verdadero objeto de la investigación de Parménides, desde el primer verso, es «lo que es», que es lo mismo que el «ente», (ὄν, ón, participio de εἶναι, en el jónico de Parménides: ἐόν, eón). Es una expresión de su propio cuño, pero que vino preparada por el plural que usó la filosofía jonia, τὰ ὄντα (tà ónta), «las cosas» o lo múltiple que nos es dado. Frente al avance que estos realizaron, de no partir de las ficciones antiguas para descubrir la constitución del cosmos, sino de lo dado en la experiencia, Parménides da un paso más, y toma en serio las pretensiones de estas «cosas» de ser lo verdadero, y ve que esto no puede ser múltiple ni estar sujeto a la corrupción.
Burnet, por su parte, interpretó lo expresado como la postulación del universo como un plenum, algo lleno, lo que nosotros llamamos «cuerpo»: lo incorpóreo no era aún conocido. A Raven esto le parece una conclusión prematura: aquí no hay un sujeto definido, y afirma que, si no se conocía lo incorpóreo, de ello no se sigue que Parménides esté describiendo un cuerpo. Schofield prefiere mantener la indeterminación inicial del sujeto sostenida por Raven, pero analizando los usos del «es» observa que luego el sujeto es el participio ἐόν, «ente», o «lo real».
Verdenius postuló como sujeto de esta construcción, primero, «la totalidad de las cosas», pero luego revisó su posición y sostuvo que el sujeto era «la verdadera naturaleza de las cosas» Guthrie rechaza tanto la posición de Burnet como la de Verdenius por prematuras. Siguiendo a Owen, ve que la indeterminación del sujeto sostenida por Raven es también deficiente, porque Parménides llega a demostrar muchas características del sujeto del ἔστι, y este sujeto no se expresa en este fragmento, sino en B 6, v. 1. Una elección prudente oscila entre «lo que es» y «aquello sobre lo que se puede hablar y pensar» (fr. 3), que Parménides considera idénticos. Owen dice que ἐόν sería una descripción correcta del sujeto, pero vacila en aceptarlo como sujeto porque convierte a la expresión de Parménides en una tautología. Guthrie, sin embargo, piensa que esto no es decisivo, y que algo que a nosotros nos parece una trivialidad es una afirmación necesaria desde el punto de vista histórico: en medio de teorías sobre el cambio o transformación de sustancias en la conformación del cosmos, tal como las que había sostenido la filosofía milesia, él reivindica las implicaciones últimas de aceptar que «lo que es» es.
La posición de Eggers Lan en el comentario a este pasaje es de que Parménides está haciendo uso de una sentencia modal (introducida por las partículas ὁπῶς, hópōs y ῶς, hōs), que no lleva sujeto, y menciona un paralelo en Ésquilo, Agamenón 67, cuya traducción puede ser «[las cosas] son como son». Ya que se puede equiparar el οὐκ ἔστι (ouk ésti, «no es», v. 5) con el μὴ ἐόν (mē eón «lo que no es», v. 7), podemos decir que lo correspondiente al ἔστι del v. 3 es el ἐόν, «lo que es». Por eso, y sin considerarlo sujeto, en este fragmento se está hablando del ἐόν. Esta palabra no aparece en este fragmento, pero sí en el fr. 4, el 6 y el 8. A menudo se habla del «Ser» de Parménides, pero este traductor prefiere traducir ἐόν como «lo que es», puesto que no es un infinitivo sino un participio presente.
Respecto del valor del «es», Raven dice que el rechazo de Parménides a la vía del «no es» se debe a su propia confusión entre el valor predicativo y el existencial del verbo. Si es correcto decir que una manzana es roja, es igual de correcto decir que no es verde, pero Parménides objeta (erróneamente) que no se puede concebir lo que no existe. Schofield señala, contra Raven, que es también imposible conocer lo que no tiene predicados. Luego de examinar los usos de la forma verbal en el poema, concluye que no se le puede atribuir a Parménides una confusión entre el valor predicativo y el existencial: más bien, en el texto, se conservan ambos valores sin mezclarse.

#### Sentido del fr. 3
Este fragmento presenta una particularidad gramatical por la que ha sido interpretado, por mucho tiempo, de manera errada. Es solo una parte de verso dactílico:

(...) τὸ γὰρ αὐτὸ νοεῖν ἐστίν τε καὶ εἴναι.
tò gàr autò noeîn estín te kaî eînai

Siguiendo el orden de los vocablos y el sentido literal de cada palabra, podría traducirse (y entenderse) así: «lo mismo es pensar y ser». Plotino, que cita el texto, cree encontrar en él un apoyo a su idea de la identificación de ser y pensar. Idea fundamental del neoplatonismo que él funda, y también del posterior idealismo.
Pero la opinión de los filólogos coincide en decir que esta interpretación es incorrecta. Esta coincidencia de opiniones no se extiende, sin embargo, a las posibles traducciones. El repaso de algunas de estas puede dar una idea de la dificultad presentada y su posible solución.
Guthrie explica, siguiendo a Zeller y Burnet, que aquí, desde el punto de vista morfológico sintáctico, los infinitivos νοεῖν (noeîn «pensar») y εἴναι (eînai, «ser») conservan su valor originario de dativo. Una traducción literal que propone es: «lo mismo es para ser pensado y para ser», pero la traduce finalmente «Pues lo mismo es lo que puede pensarse y lo que puede ser», asumiendo que es una traducción un tanto inadecuada y que no hay una completa equivalencia de sentido. Schofield traduce: «Pues lo mismo es ser pensado y ser». Eggers Lan: «Pues [solo] lo mismo puede ser y pensarse», y vincula su sentido con el del fr. 8, 34–36, donde la diosa postula que no se puede hallar el pensar (νοεῖν) sin lo que es (ἐόν).
Para Jaeger, el valor semántico del νοεῖν no es idéntico al usado posteriormente por Platón, que lo contrapone a la percepción sensible. Más bien este es un «percatarse» de un objeto en lo que él es. El νοεῖν no es realmente νοεῖν si no conoce lo real. Guthrie añade que la acción del verbo no puede sugerir la imagen de algo no existente. En Homero tiene el sentido similar al de «ver» (Il XV, 422), más bien es el acto por el cual alguien recibe el significado pleno de una situación (Il III, 396), no mediante un proceso de razonamiento, sino una iluminación súbita. Posteriormente se concibe el νοῦς (noûs) como una facultad que no puede ser objeto de error, como luego dirá Aristóteles en Analíticos posteriores, 100b5.

#### Cantidad de vías y su naturaleza

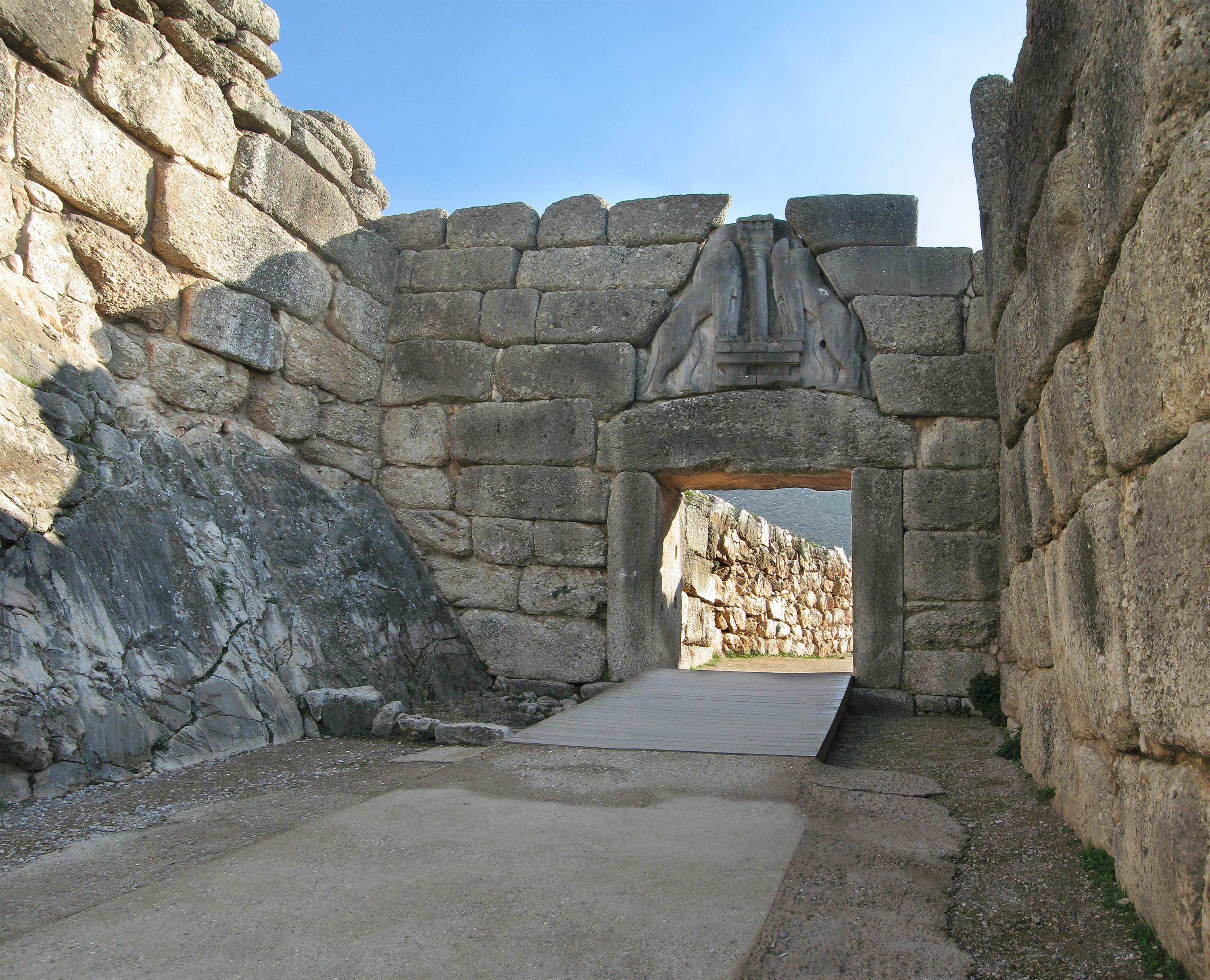
Puerta de los Leones, Micenas

Uno de los tópicos más importantes del poema es el de las «vías» o «caminos». En el proemio aparece mencionado un camino, hodós, al menos dos veces (B 1, v. 2 y 27), camino identificado como el recorrido divino o celestial que recorre el Sol. Esta presentación alegórica deja paso, en el fragmento 2, a una caracterización despojada de simbolismo. Allí presenta dos caminos de indagación, δίζησις (dizēsis, v. 2), mutuamente excluyentes: uno debe ser seguido y el otro es inescrutable. En el fragmento 6, sin embargo, aparece un tercer camino del cual hay que apartarse (v. 4ss). La caracterización de estos caminos ha iniciado una discusión sobre la cantidad de caminos presentados y sobre la naturaleza de estos.
Cornford sostuvo que en realidad, en el fragmento 4, la diosa presenta tres vías, pero esto se oculta por el estado fragmentario del texto. Las primeras dos vías son las del «eso que es, es y no es posible que no sea» y la de «eso que no es, no es y no es posible que sea». Ambos son incompatibles, y esta decisión radica en que la cosa pensada «es o no es» (fr. 8). Es necesario tomar el primer camino (él lo llama «de la Verdad»), porque el segundo (el del «No ser») es impensable e innombrable. La tercera vía es la de la creencia de los mortales, basada en la experiencia sensible, vía expuesta en la segunda parte del poema. Cree que «opinión» o «creencia» es una traducción muy estrecha, por eso llama a esta vía, de la «apariencia». Por lo demás, así queda patente que estas tres vías corresponden a las tres regiones distinguidas por Platón en República 447: la de lo existente, que se puede conocer; la de lo no existente, que no se conoce; y una región intermedia que es objeto de opinión.
Werner Jaeger, buscando relacionar constantemente el pensamiento parmenídeo con manifestaciones religiosas, dice que a lo largo de todo el escrito el sentido de «camino» es el de «camino de salvación». Por eso compara esta disyunción de los caminos con las del simbolismo religioso del pitagorismo posterior, que presentaba una vía recta y una vía del error, en el sentido de vías moralmente buena y mala. La elección de una de ellas la hace el hombre en cuanto agente moral. También ofrece como antecedente un pasaje de Trabajos y Días (286ss) donde Hesíodo presenta un camino llano, el de la maldad, y otro empinado, el de la virtud. De cualquier manera, acepta que hay en el poema una transferencia del simbolismo religioso a los procesos intelectuales. En este sentido, frente a las dos vías excluyentes del fragmento 2 (él las llama la del «ser» y la del «no ser»), la tercera vía del fragmento 6 no es un camino diferente, sino una combinación inadmisible de estas dos, que sigue quien no ha reparado en su mutua exclusión.
En líneas generales las interpretaciones posteriores siguen este rumbo. Raven señala que la tercera vía es la de los mortales, que vagan «bicéfalos» (δίκρανοι, díkranoi), porque combinan contrarios, como había notado Simplicio. Schofield argumenta que esta tercera vía no se había mostrado en el fr. 2, puesto que allí se exponían alternativas coherentes entre las que un investigador debe decidir, mientras que esta es un camino en el que se encuentra cualquiera que no toma esta decisión y no hace uso de sus facultades críticas (fr. 6, vv. 6–7), siguiendo a la vez ambos caminos contradictorios. Para Guthrie hay efectivamente tres vías, la segunda es desechada y la tercera, que surge del uso de los sentidos y del hábito, incluye la creencia en «que las cosas que no son sean» y «que ser y no ser son lo mismo y no lo mismo», (fr. 6, v. 8).
La propuesta de Eggers Lan es más compleja, puesto que requiere un nuevo ordenamiento del texto considerado. El fragmento 6 es una mezcla de versos de distintos lugares. La continuidad entre el v. 3 y el 4 es ilegítima, y proviene de un añadido conjetural de Hermann Diels al reconstruir el texto desde Simplicio, Física 86, 27–28 (B 6, 1–3) y Física 117, 4–13 (B 6, 4–6), donde se encuentra la cita. Entre estos dos lugares el filólogo añadió εἴργο, (eírgo, «te aparto», palabras de la diosa en el poema), y ἐπάγει (epágei, «añade», palabras de Simplicio citando el texto de Parménides), conectando ambos pasajes cuando, en realidad, hay una laguna entre ellos. Esto se nota al comparar otra cita de los mismos versos en Física 78, 2–10, donde está presente también el tercer verso del fr. 6, pero a continuación siguen los primeros versos del fragmento 8. En concreto, Eggers Lan propone llenar la laguna con los dos primeros versos del fr. 7. El resultado es un texto en el que desaparece la dificultad del número de vías: solo hay dos, las mencionadas en el fragmento 2: «que es, que no es posible no ser» y «que no es, y que es necesario no ser». La opinión de los mortales no es un tercer camino.

#### La vía de los heraclíteos
El fragmento 6 ha sido interpretado por algunos filólogos como una referencia al pensamiento de Heráclito. Allí se habla de los «bifrontes» (δίκρανοι v. 5), aquellos que creen que «ser y no ser es lo mismo y no lo mismo» (vv. 8–9). Esto parece ser una crítica a la doctrina heraclítea de la unidad de los contrarios (22 B 88). El verso 9 «de todas las cosas hay una vía retrógrada» (πἄντων δὲ παλίντροπός ἐστι κέλευθος), parece apuntar directamente a una idea presente en un fragmento de Heráclito (22 B 60): «el camino hacia arriba y abajo es uno y el mismo»; y a la letra misma de otro fragmento (22 B 51): «(...) armonía de lo que se vuelve hacia atrás» (παλίντροπος ἁρμονίη).
El primero que relacionó estas ideas fue Jakob Bernays, y pronto le siguió Walther Kranz, que consideró tal relación como fundamental para la comprensión de la historia de la filosofía presocrática.
Sin embargo, por la misma época Karl Reinhardt postula su tesis de la inversión cronológica: Heráclito sería posterior a Parménides, por lo que el pasaje no podría tener por objeto la doctrina de aquel. Werner Jaeger lo siguió en este punto: cree que la crítica de la diosa se dirige a todos los mortales.
Independientemente de la aceptación o el rechazo de la inversión cronológica, Guthrie también se inclina por esta interpretación, pero con importantes matices: la diosa se refiere, efectivamente, a todos los mortales. Sin embargo, Heráclito podría ser excepcionalmente representativo de la «muchedumbre sin juicio» (ἄκριτα φῦλα v. 7), puesto que el error que a estos caracteriza se funda en la confianza en los ojos y los oídos (B 7, v. 4), y Heráclito prefería lo visible y lo audible (22 B 55). Añade que las afirmaciones heraclíteas «quiere y no quiere» (22 B 32), «al divergir se converge» (22 B 51), «al cambiar se está en reposo» (22 B 84a) «evidencian la quintaesencia de lo que Parménides deplora aquí». A la luz de esta acumulación de pruebas, señala, es por lo que hay que valorar positivamente lo que muchos han visto como la única referencia inequívoca a Heráclito (22 B 51) en el verso 9 del fr. 6. «En donde ninguna frase aislada proporciona convicción, puede ser de vital importancia el efecto acumulativo.»
Debido a que Eggers Lan ordena el texto de una manera particular, distinguiendo el camino de las opiniones de los mortales de este otro, sostiene que esta crítica no puede dirigirse a todos los mortales, y es posible que Parménides haya impugnado a Heráclito, que habría tomado el camino según el cual hay cosas que no son.

### Análisis del fragmento 8

#### El programa (vv. 1–4)
Este fragmento entero está dedicado a la vía de la verdad. Formalmente, encontramos en él una suerte de programa donde anticipa los signos (σήματα), señales que se hallan a lo largo del camino que hay que recorrer, y que hay que aceptar como caracteres o predicados de aquello de que se habla, una vez que se ha aceptado como única guía la sentencia «que es» (ὡς ἔστιν) (vv. 1–2). El programa mismo ocupa las líneas 2–4. El primer signo es que es «inengendrado e indestructible» (ἀγένητον καὶ ἀνώλεθρον), cuyos argumentos expone Parménides en los versos del 5 al 21. El segundo signo es el de que es «íntegro, único» (οὔλον μουνογενές), cuyas razones se despliegan en los versos 22 al 25, para dejar lugar en los versos 26 al 33 al predicado de «inestremecible» (ἀτρεμές). Hasta aquí el programa se corresponde exactamente con el desarrollo de los argumentos, sin embargo, en los versos 42-49 habla la diosa del predicado de la perfección (τετελεσμένον πάντοθεν), mientras que el programa (v. 2) termina, en la edición de Diels (que sigue el manuscrito de Simplicio), con un inexplicable «sin fin (en el tiempo)» (ἠδ᾽ ἀτέλεστον). Este aserto contradice el verso 5, que indica que «lo que es» es ajeno tanto al pasado como al futuro. Owen ofrece como solución a esta dificultad la siguiente conjetura: la lectura es un error del copista, seducido por la reiteración de prefijos negativos en el poema (ἀγένητον... ἀνώλεθρον... ἀτρεμές) y por la influencia de un «cliché» homérico (Il IV, 26). En realidad debería decir ἠδὲ τελεῖον, «perfecto». Con esta enmienda se logra una completa correspondencia entre el programa y los argumentos. Guthrie se decide, no obstante, por la lectura original (única atestiguada en los manuscritos) y rechaza la enmienda de Owen. Pero solo a condición de entender este «infinito» en un sentido nuevo, diferente del uso homérico del término, que significa justamente «incompleto», «sin terminar» y que contradice las ideas presentadas en el poema sobre los atributos de perfección del ente. Raven sigue la lectura de Diels, pero Schofield sigue la conjetura de Owen. Eggers Lan también sigue, al menos en el sentido, a Owen: traduce el vocablo como «realizado plenamente».

#### Lo que es es eterno, ingénito e imperecedero (vv. 5–21)
El primer signo de que se ocupa la diosa es el relativo a la relación del ente con el tiempo, la generación y la corrupción. En el verso 5 del fragmento 8 afirma que el ente no fue en el pasado ni debe ser en el futuro, sino que es enteramente ahora (νῦν ἔστι ὁμοῦ πᾶν). El pasado y el futuro carecen de sentido para el ente, este es en un perpetuo presente, sin distinción temporal de ninguna clase.
Lo que sigue (vv. 6–11) es el argumento en contra del nacimiento o generación de lo que es. Las primeras palabras («uno», ἕν, y «continuo», συνεχές) adelantan el contenido de otro argumento situado más adelante sobre la unidad y continuidad (vv. 22–25). A partir de allí, se pregunta ¿qué génesis le buscarías? Niega la posibilidad de que «lo que es» surja de «lo que no es», puesto que
1. no puede pensarse ni decirse «lo que no es» (vv. 7–9)
2. no habría necesidad alguna que de «lo que no es» surgiera algo «que es» (vv. 9–10). Schofield ha interpretado que aquí Parménides «apela al principio de razón suficiente. Supone que todo lo que llega a ser debe contener en sí un principio de desarrollo («necesidad», χρέος) suficiente que explique su generación. Pero, si algo no existe ¿cómo puede contener un principio semejante?»[141]

El sentido de los versos 12–13 es ambiguo, debido al uso de un pronombre (αὐτό) que puede interpretarse como refiriéndose al objeto de que se viene hablando desde hace nueve versos, «lo que es», o como refiriéndose al sujeto de la oración en que aparece: «lo que no es». La primera alternativa fue propuesta por Cornford, y el sentido final de la frase sería: de «lo que no es» no puede surgir algo que llegue a ser junto a «lo que es», o sea, otra cosa además de «lo que es». Esta sentencia tendría el mismo contenido que la del verso 36–37: «nada puede existir aparte de lo que es». Esta interpretación ha sido seguida por Raven, pero rechazada por Guthrie, porque introduce, según él, elementos ajenos al argumento sobre la generación y la corrupción que domina el conjunto de la sección. Él interpreta como sigue: «de lo que no es» no se puede generar más que «lo que no es». En este sentido, sería una de las primeras versiones de la frase ex nihilo nihil fit, «de la nada nada surge», que además es un axioma aceptado ya por los «filósofos de la naturaleza», como Aristóteles observa (Física 187a34).
A lo largo del fragmento no aparece un argumento directo contra la corrupción, pero se puede deducir de postular como excluyentes al «es» y al «no es» (v. 16), y rechazar al «no es» (vv. 17–18): el perecer involucra aceptar que «lo que es» podría «no ser» en el futuro. De la misma manera, la generación implica que «lo que es» no ha sido en el pasado (vv. 19–20). Eggers Lan, siguiendo a Szabó, ve aquí el más antiguo testimonio de una demostración indirecta, por reducción al absurdo.
Desde el punto de vista de la historia del pensamiento, realiza Parménides un verdadero logro intelectual al distinguir aquí lo perdurable de lo eterno. Lo perdurable es en el tiempo: es igual ahora que hace miles de años, o en el futuro. Así es como los antiguos pensaron en la perdurabilidad del cosmos o universo físico, distinta de la eternidad de lo que es (Platón, Timeo 38c2, 37e–38a). Si bien la eternidad fue postulada por los milesios —Anaximandro dijo que su ἄπειρον era inmortal, eterno y sin edad— también habían pensado que sus respectivos principios eran puntos de partida del mundo. Parménides, en cambio, muestra que si se acepta que lo que es es eterno, debe ser uno, y no puede ser principio de un mundo multiforme, de un orden de elementos plurales. Mucho menos de un mundo sometido al devenir, como también Aristóteles expresa como opinión de los antiguos filósofos: «lo que es no deviene, porque ya es, y nada pudo llegar a ser a partir de lo que no es» (Física 191a30).

#### Lo que es es uno, continuo y homogéneo (vv. 22–25)
En este pasaje Parménides niega dos ideas presentes en las cosmogonías y en las especulaciones de los pensadores anteriores a él: la gradación de ser y el vacío. Anaxímenes había hablado de la condensación y rarefacción de su principio (13 A 7), acciones que, además de generar movimiento (que ya ha sido rechazado por Parménides), supone asumir ciertos grados de densidad, pero atenerse estrictamente a «lo que es» impide la intelección de este tipo de diferencias graduales de existencia. Con este argumento se hace imposible la cosmogonía milesia, puesto que para que el cosmos surja del principio, este debe tener alguna desigualdad de textura, falta de cohesión o equilibrio.
También impide diferenciar cosas según su naturaleza, como había pretendido Heráclito (22 B 1). Pero sobre todo parece rechazar aquí la idea de vacío, que los pitagóricos consideraban como necesaria para separar las unidades, físicas y aritméticas a la vez, de las que estaba compuesto el mundo.
Aparte de estas consideraciones históricas, el pasaje ha generado cierta controversia respecto de la dimensión que Parménides mentaba al referirse a la continuidad. Owen interpretó que esta continuidad del ente se refería exclusivamente al tiempo, pero Guthrie entiende que el comienzo del pasaje («ni diferenciable es...», οὐδε διαρετόν ἐστιν, v. 22) introduce un argumento nuevo e independiente del anterior, y que el predicado de lo homogéneo («es un todo uniforme», πᾶν ἔστιν ὁμοῖον, mismo verso), aun fundado en lo dicho en el verso 11: «es necesario que sea completamente, o que no sea en absoluto», o sea, en una parte del argumento en contra de la generación, tiene una consecuencia ulterior: en el presente continuo de «lo que es», él existe plenamente, y no en diversos grados. Schofield indica que Parménides piensa en una continuidad de lo que es, en cualquier dimensión que ocupe, y esta cita también se refiere a una continuidad temporal. Eggers Lan señala que la continuidad no debe entenderse ni espacial ni temporalmente, aun cuando Parménides utilizara un léxico con resonancias tempo-espaciales, sino en un sentido metafísico.

#### Lo que es es inmóvil, limitado y perfecto (vv. 26–33; 37–38; 42–49)

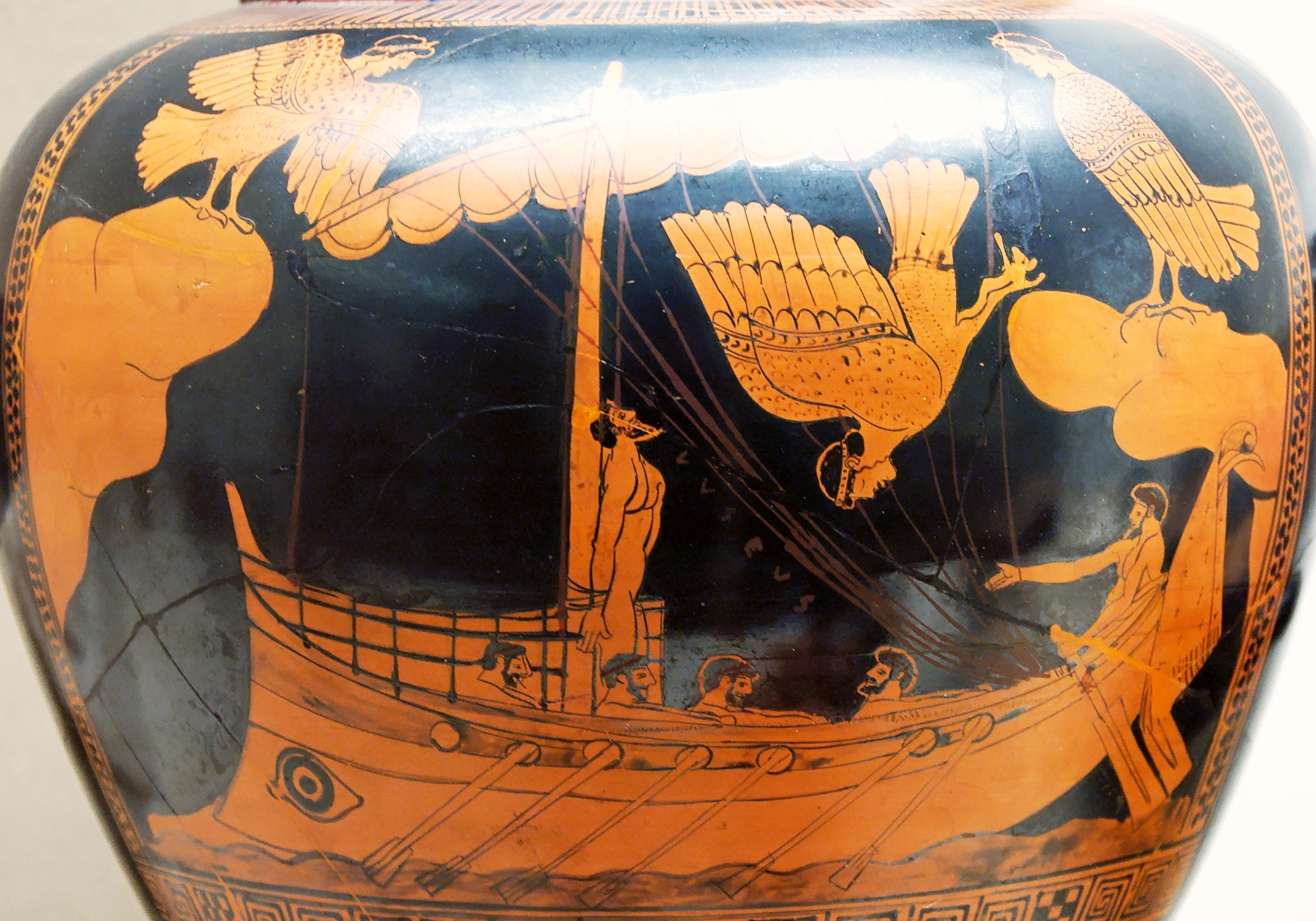
Odiseo y las sirenas. Detalle de un stamnos ático de figuras rojas procedente de Vulci, 480–470 a. C., Museo Británico. Ilustra el pasaje de Odisea. XII donde el héroe se encuentra inmóvil, constreñido por los lazos que lo sostienen al mástil de su nave. De esta manera cumpliría lo decidido por los dioses: que regresara a su patria (Odisea. I, 82) a pesar de que el poderoso influjo del canto de las Sirenas lo empujara a abandonar su ruta.

Estos predicados del ente son de especial importancia en el poema. Los intérpretes han oscilado entre una interpretación de los términos como signando relaciones tempo-espaciales, y una concepción del pasaje como metáfora para indicar notas netamente metafísicas.
Nota Guthrie que, en este pasaje, Parménides eleva su dicción a solemnidad épica y religiosa. Dos de los finales de los versos están extraídos directamente de Homero (ἀμφὶς ἐέργει, v. 33 = Il. XIII, 706; Μοῖρ᾽ἐπέδησεν, v. 37 = Il. XXII, 5), y da un importante rol a las divinidades Moira y Ananké. Estas diosas son las que mantienen el límite de «lo que es» con lazos, de tal modo que permanezca inmóvil (v. 30 y 37). El uso del vocablo remite a la escena de Héctor que, encadenado a su Destino, ha permanecido fuera de los muros de Troya (Il. XXII, 1–6).
Guthrie entiende que la razón de Parménides para sostener la idea de inmovilidad radica en que «lo que es» es continuo e indiferenciable en partes, lo que le impide trasladarse como un todo o cambiar internamente. Ya Platón había entendido que los eléatas negaban el movimiento porque el Uno carecía de lugar donde pudiera moverse (Teéteto 180 d–e). Pero Kirk y Strokes mostraron luego que la idea de la ausencia de vacío había sido expresada por primera vez por Meliso de Samos. Eggers Lan sigue la línea interpretativa de estos últimos y se decide abiertamente por una comprensión ontológica y no meramente física de la idea de inmovilidad.
En este atributo de lo que es, tiene un rol fundamental la idea de límite (πεῖρας). Está asociada a la de lazos o cadenas, tales como aquellos con que fue atado Odiseo por sus compañeros en Od. XII, 179. Estos usos mantienen la idea de una cierta privación de movilidad espacial.
Los versos 42 a 49 del fragmento 8 constituyen un problema específico. Porque allí Parménides dice que el objeto de su investigación es «semejante a la masa de un balón bien redondo» (εὐκύκλου σφαίρης v. 43). La palabra σφαίρης significa en griego clásico «lo que tiene forma esférica». Por eso en la antigüedad tardía los comentaristas asumieron que Parménides sostuvo la idea de un «universo esférico», como Hipólito, o incluso la de un «dios esférico», tal como postuló Aecio, solo para después confundir el aserto con una declaración sobre la redondez de la Tierra. Esta forma de entender el pasaje «contagió» incluso la interpretación del dios de Jenófanes, lo que vino a conformar una falsa prueba del vínculo de este pensador con la escuela eleática.
Un grupo de especialistas, siguiendo estos testimonios, han interpretado el objeto de investigación de Parménides como realmente esférico, como es el caso de Cornford. Podemos ver una razón de la inclusión de esta imagen en el poema en el valor que la antigüedad atribuyó a la figura de la esfera, atestiguado en el Timeo, 33b: allí el Demiurgo hace al mundo esférico, porque la esfera es aquella figura que contiene a todas las otras, la más perfecta y semejante a sí misma.
Guiado por el uso de este léxico de resonancias espaciales, Burnet ha llegado a concebir a Parménides como «padre del materialismo». Su ente sería un plenum corpóreo finito y circular, sustancia primaria en la que se basó la cosmología posterior. Las características de este ente no se perdieron del todo, ni en los elementos de Empédocles, ni en las homeomerías de Anaxágoras, ni en los átomos de Leucipo y Demócrito. Werner Jaeger advirtió, luego, que esta visión de Burnet representa un antiguo convencionalismo que consiste en ver a los presocráticos como cultivadores de la ciencia natural y en destacar unilateralmente el lado empírico de sus aportes filosóficos. La interpretación de Burnet (y la de Gomperz) depende, en el fondo, del positivismo del siglo XIX y de su horror a todo desarrollo de la teología natural. Burnet señala con precisión que en la época de Parménides lo incorpóreo no era aún conocido. Pero Raven indica que de esto no se sigue que Parménides quisiera describir un cuerpo, y que su pensamiento estaba orientado a descubrir un lenguaje para lo incorpóreo. Guthrie reflexiona en el mismo sentido: Platón fue el que acuñó las palabras σωματικόν (sōmatikón, «corpóreo») y ἀσῶματον (asômaton, «incorpóreo»); sin embargo, quedaron como poco frecuentes, frente a la cupla αἰσθητόν (aisthētón, «perceptible») / νοητόν (noētón, «inteligible»), y, donde quiera que se los encuentre, estos términos son equiparables a «corpóreo» e «incorpóreo». Pero fue Parménides quien estableció la distinción αἰσθητόν / νοητόν, estableciendo a lo primero como irreal y lo segundo como real, y como algo que no puede verse ni oírse, sino inferirse. Para Platón, por lo demás, también lo incorpóreo es más real que lo corpóreo, y accesible a la dialéctica. Contra Burnet, se puede ver a Parménides como el iniciador de su idealismo.
Otro tipo de consideraciones van también en contra de la idea del ente parmenídeo como material. La idea de límite está relacionada con «lo establecido por los dioses». Porque, en el poema, uno de los argumentos a favor de la inmovilidad es el hecho de que «lo que es» no puede ser incompleto, esto sería «ilícito»: οὐκ ἀτελεύτητον τό ἐόν θἔμις εἶναι (v. 32). El término ἀτελεύτητον es usado en Il., I, 527: allí Zeus dice que aquello en lo que él asiente «no queda sin cumplir». Esto equivale al «es perfecto» de Parménides (τετελεσμένον ἔστι v. 42). El uso de «límite» vinculado con el sentido de «perfección» o «consumación» también está atestiguado en Il. XVIII, 501 y Od V, 289.
El «límite» es, por lo demás, uno de los principios fundamentales de los pitagóricos, y encabeza la columna izquierda de su Tabla de los opuestos (58 B 4–5 = Met. 986a23), columna en la que se encontraban también, entre otros, lo Uno, lo Quieto y lo Bueno.
Schofield indica que, si la noción de límite fuera tomada en su sentido espacial, no se entendería por qué el argumento parte de una concepción que deja de lado la generación y la corrupción. Acepta, con reservas, la posibilidad de un sentido metafórico del πείρας πύματον («límite extremo», v. 42), que Parménides usaría para hablar de «determinación»: lo que es no tiene potencialidad para ser diferente de lo que es, en cualquier respecto. En lo que se refiere a la esfericidad, duda en optar por una interpretación literal o metafórica de los términos, porque la idea de límite, interpretada espacialmente, implicaría que más allá de la esfera habría un espacio vacío, y que esta idea ya fue rechazada, por lo que también aquí deja abierta una posibilidad para pensar que Parménides no concibió a la realidad como esférica. Sin embargo, culpa a Parménides de inducirnos a tal interpretación, por utilizar la metáfora del límite de manera acrítica.

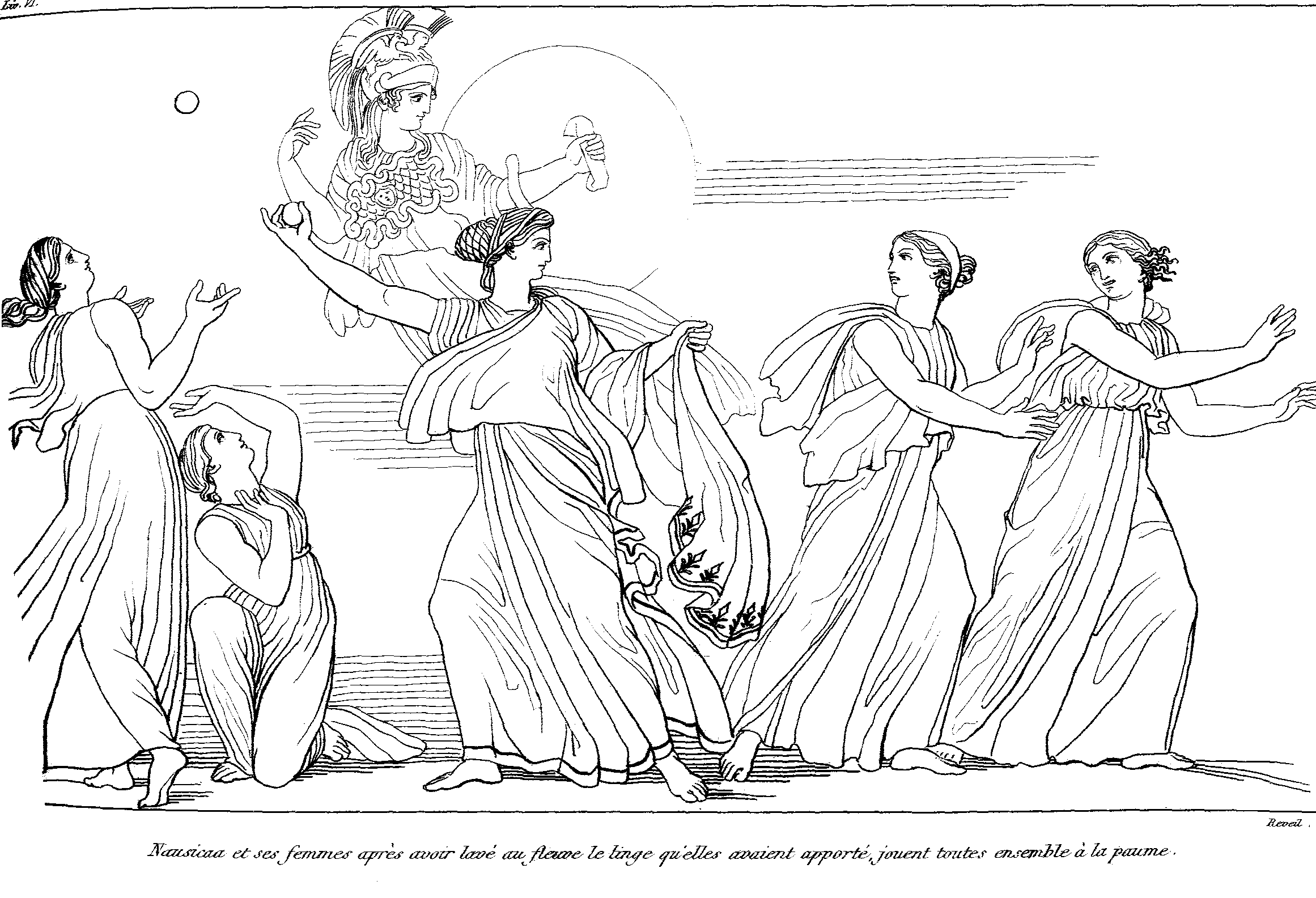
Ilustración de la escena del juego de Nausicaa y sus siervas con un balón (σφαίρα), por John Flaxman.

Hoy también se sabe —y se tiene en cuenta— que, en la lengua homérica usada por Parménides, σφαίρα no es otra cosa que un balón, como aquel con que jugaban Nausícaa y sus siervas al llegar hasta ellas Odiseo (Od. VI, 100). Los filólogos decididamente ven aquí una metáfora, y aun cuando aceptan que la comparación legítimamente induce a sospechar, al menos, que el ente parmenídeo podría ser pensado como una esfera, no es, en definitiva, ni esférico ni espacial, teniendo en cuenta que es una realidad no perceptible por los sentidos, es intemporal, no cambia de cualidad y es inmóvil. Los «límites» no son espaciales, sino un signo de la invariabilidad. Los límites tampoco son temporales, puesto que esto involucraría aceptar la generación y la corrupción. La comparación con la esfera viene exigida porque ella representa una realidad en la que todo punto se encuentra a la misma distancia del centro, y por lo tanto, ningún punto es más «verdadero» que otro. Es una imagen de la continuidad y uniformidad del ente.

#### «Lo que es» y el inteligir, «lo que no es» y los nombres (vv. 34–41)
Los versos 34 a 36 y la primera mitad del 37 están vinculados al verso que constituye el fragmento 3 y su sentido. Y esto se revela por el paralelismo de la construcción νοεῖν ἔστιν (fr. 3) / ἔστιν νοεῖν (fr.8, v. 34). El primer verso es interpretable de múltiples maneras.
En primer lugar, la interpretación depende de la determinación del sujeto. Así, Guthrie, siguiendo a Zeller, Fränkel y Kranz, entiende que νοῆμα está vinculado con el verbo ἔστι, por lo que sujeto sería «lo que puede pensarse». El sentido del primer verso sería: «Lo que puede pensarse y el pensamiento de que «es» son lo mismo».
En cambio Diels, Von Fritz y Vlastos, entre otros, han pensado que el sujeto es el infinitivo νοεῖν: o sea «el pensar». Diels y Von Fritz, siguiendo la interpretación de Simplicio, también han entendido que οὐνεκέν tiene valor causal o consecutivo (Guthrie le da valor de mera conjunción), por lo que el sentido de este verso sería: «el pensar es lo mismo que aquello que es causa del pensar».
En definitiva hay dos posibles interpretaciones:
1. aquella que sostiene que lo dicho aquí es que el pensar y el ser guardan una relación de identidad.[181]
2. y la de que aquí se está repitiendo la idea del fragmento 3[n. 7] y la del verso 2 del fragmento 2: Esto es, que el pensamiento solamente se revela y realiza en «lo que es».[182]

Vlastos argumenta que, al pensamiento que conoce, difícilmente se le puede negar la existencia. Pero, si existe, debe ser parte de lo que es. Pero lo que es no tiene partes, sino que es homogéneo. Entonces el pensar no puede ser sino la totalidad de lo que es. Lo que es es inteligencia.
En esta disputa, Cornford señala con acierto que en ninguna parte del poema Parménides indica que su Uno piensa, y que ningún griego de su época habría sostenido que «si A existe, A piensa». Más bien sostuvo que no puede existir el pensamiento sin algo que exista. Owen señala que Platón, en Sofista 248d–249a, insinuó que Parménides no se enfrentó con el problema de si lo real posee vida, alma y entendimiento.
Lo único seguro es que hay una estrecha relación de lo que es y el inteligir, a los cuales se enfrentan las acciones de nacer y perecer, ser y no ser, cambiar de lugar o de color, que en sentido estricto «son meros nombres» que los mortales han convenido en asignar a cosas que son irreales, y luego se han persuadido de su realidad. El todo de estos nombres es el contenido de la vía de la opinión.

### Cosmología

#### Transición a la vía de la opinión (fr. 8, vv. 50–61)
Simplicio, en su Comentario a la Física 30, 14, señalaba que en este pasaje Parménides «transita de los objetos de la razón a los objetos sensibles». La diosa llama al contenido de esta segunda parte βροτῶν δόξας (brotôn dóxas, «opiniones de los mortales», v. 51). Hay que tener en cuenta que δόξα significa lo que parece real o se presenta a los sentidos; lo que parece verdadero constituyendo las creencias de todos los hombres; y lo que parece correcto para el hombre.
El discurso no pretende ser «cierto», puesto que ya se ha dicho todo lo que se podía decir de manera fidedigna. Por el contrario, lo que presentará será un κόσμος ἀπατηλός (kósmos apatēlós, «orden engañoso»), puesto que presenta creencias como si estuvieran presididas por un orden. No cabe duda de que, con esto, la diosa va a dar cumplimiento al programa que figura en el fragmento 1, versos 28–32.
Los mortales han distinguido dos formas, πῦρ (pŷr, «fuego», v. 56) y νῦξ (nŷx, «noche», v. 59). En relación con estos opuestos, la diosa dice que «los mortales han errado», sin embargo el verso 54, que contiene el porqué del error, presenta tres posibilidades de traducción. Textualmente dice τῶν μίαν οὐ χρεών ἐστιv. Estas tres interpretaciones agotan las posibilidades del texto, y todas han sido apoyadas por especialistas.
1. La primera interpretación consiste en indicar que el error es nombrar las dos formas, siendo que solo una debe nombrarse.
  1. Aristóteles entendió que, una vez que Parménides consideró que fuera de lo que es nada hay, se vio obligado a tener en cuenta los fenómenos, y para explicarlos postuló opuestos: lo frío y lo caliente, o fuego y tierra, y que lo caliente es «lo que es» y lo frío «lo que no es» (Met I 5, 986b30 = A 24).
  2. Zeller tradujo el pasaje como «una de las cuales no debería nombrarse». Esto significa que la otra existe y puede nombrarse.[188]
  3. Burnet siguió esta interpretación, y añadió que estas formas pueden ser identificadas con los principios pitagóricos del límite y lo ilimitado.[189]
  4. Schofield refleja esta interpretación al traducir el pasaje «de las que necesariamente no deben nombrar más que una».[190]
2. Frente a esta, otra interpretación indica que no se debe nombrar ninguna de las formas.
  1. Cornford, aun de acuerdo con Burnet en que los opuestos se refieren a la cosmología pitagórica, tradujo: «de las cuales no es adecuado nombrar (ni siquiera) una». Una razón para impugnar la traducción de Zeller es la de que toma a μίαν (mían, acusativo femenino «una») con el valor de τῆν ἑτέρην (tēn hetérēn, acusativo femenino «una de los dos»).[191]
3. La interpretación más aceptada indica que el error es no considerar estas dos formas a la vez, sino nombrar una sola.
  1. Simplicio, quien transmite la cita, pensó que el error consiste en no nombrar ambos contrarios en la descripción del mundo físico. La oración diría entonces «de las cuales no es adecuado nombrar una sola». La filología moderna ha seguido esta interpretación en alguno de sus exponentes, tales como Coxon y Raven.
  2. El primero indica que Parménides sabe que partir de una única forma lo conduce necesariamente a la uniformidad, puesto que de un elemento solamente puede originarse él mismo. Comienza por dos formas, de manera deliberada, para poder explicar no solo la multiplicidad, sino la contradicción en el mundo.[192]
  3. El segundo sostiene que, mientras que la aceptación de un opuesto, en los objetos de la razón, nos conduce al rechazo del otro, en los objetos de los sentidos la aceptación de un opuesto implica la aceptación del otro.[193]
  4. La traducción de Eggers Lan sigue esta línea interpretativa: «de las cuales no se puede nombrar a una sola». Hay que tener en cuenta, sin embargo, que este especialista considera como idénticos al elemento «luz» de esta segunda parte y al ente de la primera.[194]

Fränkel, aun decidiéndose por una interpretación textual que corresponde a la primera aquí expuesta: «solo debe nombrarse una», lo hace sin que esto implique afirmar que una de ambas formas sea más real que la otra. La Luz no debe identificarse con la primera vía. Los hombres nombran dos formas, luz y noche, y este es el error, puesto que se debería nombrar una, «lo que es».
Guthrie, que hace una recopilación crítica de todas las posiciones al respecto, no encuentra convincente la objeción de Cornford y Diels a la traducción de Zeller, puesto que la expresión de Parménides es irregular. También la traducción de Cornford estaría mejor representada por la presencia textual de un οὐδὲ μίαν (udé mían, «ninguna») y la de Simplicio y Raven por un μίαν μόνην (mían mónēn, «solo una»). Guthrie sostiene que Parménides piensa que es ilógico aceptar, por una parte, que el mundo contiene una pluralidad de cosas, y por otra, que esta pluralidad puede surgir de un solo principio.
El paso de la intelección de la verdad al orden engañoso de palabras de las opiniones de los mortales es para los especialistas un verdadero problema. Aun cuando la diosa le dice al «hombre que sabe» que le revela este orden como verosímil, para que ningún mortal le aventaje (vv. 60–61), esta razón ha sido interpretada de varias maneras. En la antigüedad, Aristóteles concibió a la primera parte del poema como la consideración de lo Uno κατὰ τὸν λόγον (katá tón lógon, «en cuanto al concepto» o «en cuanto a la definición» o «en cuanto a la razón»), y a la segunda como la consideración del mundo de acuerdo a los sentidos (Met 986b31 = A 24). Teofrasto le siguió en este punto, y Simplicio añade que, a pesar de que la diosa llama «conjetural» y «engañoso» al discurso de la segunda parte, no lo considera completamente falso (Física 39, 10–12 = A 34).
Jaeger, siguiendo a Reinhardt, pensó que a Parménides se le presentó la necesidad de explicar el origen la apariencia engañosa. Y no tuvo otro medio que el de narrar el origen del mundo constituido por las apariencias, esto es, el de componer una cosmogonía. Owen sostiene que el contenido de la segunda parte es un recurso meramente dialéctico, y que no implica una afirmación ontológica.

#### Elementos primordiales de la cosmología
En el fragmento 8 han sido presentados los elementos que componen la oposición a la que se puede reducir el mundo de la apariencia: φλογός αἰθέριον πῦρ (phlogós aitherion pŷr, «etéreo fuego de la llama», v. 56) y νύξ (nýx, «noche», v. 59). En el fragmento 9, Parménides da un paso más. Mantiene la denominación «Noche», pero presenta una nueva denominación para el primer opuesto. Lo llama φάος (pháos, «Luz», v. 1). A este par se puede reducir todo el mundo de lo sensible, y penetran ambos por igual toda la realidad. Las cosas pueden reducirse a manifestaciones de estos opuestos. Se puede considerar que estas formas encabezan una lista de opuestos, que sirven de cualidades a las cosas sensibles. Ateniéndonos a los fragmentos propios de Parménides, la tabla quedaría como sigue:
| Luz (φάος – B9, 1) / Fuego (πῦρ – B8, 56) | Noche (νύξ – B8 y B9)       |
| ----------------------------------------- | --------------------------- |
| suave (ἤπιον – B8, 57)                    | ---                         |
| ---                                       | compacto (πυκινόν – B8, 59) |
| ligero (ἐλαφρόν – Β8,57)                  | pesado (ἐμβριθές – B8, 59)  |
| derecha (B17)                             | izquierda (B17)             |
| masculino (B17)                           | femenino (B17)              |

Los doxógrafos, siguiendo a Aristóteles añaden:
| Luz / Fuego    | Tinieblas |
| -------------- | --------- |
| caliente       | frío      |
| fuego          | tierra    |
| ente           | no ente   |
| causa / agente | materia   |
| sutil          | denso     |

Ya para Simplicio estaba claro que el asignarle al fuego el atributo de agente (lo que había hecho Alejandro de Afrodisias, en su Comentario a la Meteorología de Aristóteles, 31, 7 = A 7) era un error (Física 38, 18–28). En la actualidad se duda mucho de la fiabilidad de todos estos testimonios dependientes de Aristóteles, aun cuando reflejen creencias cosmogónicas anteriores y no sea demasiado arriesgado considerar al fuego como lo activo y la tierra como lo pasivo.
El hecho de que la diosa indique (B 9) que todo (πᾶν, pân) está lleno (πλέον ἐστίν, pléon estín) de ambas por igual (ἴσων ἀμφοτέρων, ísōn amphotérōn) ha generado ciertas reflexiones a tener en cuenta. No es unánime el valor de ἴσων: Fränkel lo interpreta como «de igual rango», y excluye la posibilidad de que tenga un valor cuantitativo, y en esto es seguido por Coxon (equal in status) y Schofield, que agrega que este atributo de igualdad contradice la interpretación de Aristóteles, según la cual una forma «es» y la otra «no es» (Met. 986b31). También Eggers Lan adhiere a esta comprensión, notando que la realidad sensible que describe esta segunda parte del poema cumple con ciertos requisitos formulados en la primera parte, tales como los de homogeneidad y continuidad. Guthrie, en cambio, sostiene que este ἴσων puede también referirse a una igualdad en cantidad o extensión, apoyándose en una expresión pitagórica (citada por Diógenes Laercio, en Vidas VIII, 26) donde se postula la igualdad de extensión (ἰσόμοιρα), en el cosmos, de luz y oscuridad; y en otra de Sófocles (Electra 87): «¡oh, aire, que recubres por igual (ἰσόμοιρ') a la tierra!».
La idea de agrupar bajo el par opuesto fundamental todos sus atributos tiene su paralelo en la tabla de los opuestos de Pitágoras (58 B 4–5 = Met. 986a23). Por supuesto, en la tabla parmenídea hay que excluir las oposiciones que no sean sensibles.
El fragmento 17 asocia lo masculino con la derecha y lo femenino con la izquierda, pero no a estos opuestos con el resto del esquema. Incluso algunos testimonios señalan que para Parménides lo femenino estaba asociado con lo caliente (Aristóteles, De part. an. 648a25 = A 52), y que lo masculino estaba vinculado con lo denso (Aecio V, 7, 1–7 = A 53). Ello ubicaría a lo femenino del lado del fuego, pero también, en contra de lo esperado para una mentalidad griega (sobre todo comparando este resultado con la tabla pitagórica), lo derecho con la luz y lo izquierdo con lo oscuro. Guthrie concluye que masculino/femenino seguramente no eran contrarios puros, y que no cumplían la misma función como opuestos cosmogónicos y en lo que se refiere a la embriología, donde la observación y la orientación empírica permitía una mayor variedad de opiniones sobre el rol de los contrarios.
La comparación con los opuestos pitagóricos llevó a John Burnet a postular que Parménides, en esta segunda parte, lleva a cabo probablemente un esbozo de la cosmología pitagórica. Raven se opone a esta interpretación, alegando que en Parménides no encontramos ni los opuestos límite/ilimitado, ni alusiones a la ecuación «cosas = números», ni encontramos comentaristas antiguos que digan que existen rastros de doctrina pitagórica en su poema. En cambio, sí que se encuentran elementos completamente ajenos al pitagorismo, como los «anillos» del fragmento 12. Por último, todos los comentaristas antiguos consideraron la Vía de la Opinión como invención propia de Parménides.

#### Astronomía, meteorología y cosmogonía
La diosa parmenídea presenta un orden cósmico que es sumamente difícil de reconstruir —en esto se tienen en cuenta aquí el fr. B 12 legado por Simplicio en su Física, 39, 14 y 31, 13, y el resumen de Aecio II, 7, 1 = fr. A 37—, debido a lo escaso y oscuro de los fragmentos, como lo reconocen los especialistas. Raven indica que este sistema astronómico tiene escasa importancia, y que es «virtualmente imposible» reconstruirlo. Guthrie directamente dice que es imposible. M. Schofield opina exactamente lo mismo.
Sin embargo hay algunas cosas para decir, incluyendo los testimonios antiguos, sobre el contenido. Plutarco dice en adv. Colotem 1114b (B10) que, a partir de los opuestos originarios, Parménides elabora un orden en el cual se incluyen la Tierra, el cielo, el Sol, la Luna, el origen del hombre, y que «no dejó de discutir ninguna de las cuestiones importantes». Simplicio, en de Caelo 559, 26 (B11), dice que Parménides también trató sobre las partes de los animales. Platón lo pone al lado de Hesíodo como creador de una teogonía (Banquete 195c), y Cicerón da noticias de que el poema contenía ciertas divinidades abstractas hesiódicas (Teogonía 223–232), como el Amor, la Guerra y la Discordia (de Natura Deorum I, 11, 28 = A37).

Reconstrucción de la cosmología parmenídea, según J. S. Morrison (1955:63). Considera que lo descrito en el fragmento 12 del poema y en el comentario de Aecio es un sistema de anillos superpuestos. La Tierra no es una esfera, y el esquema respeta en líneas generales la cosmología griega tradicional. Lo sólido central, así como lo que rodea todo, es de éter. Ubica a la diosa Ananké en un hipotético anillo mixto bajo la Tierra.

Reconstrucción de la cosmología parmenídea, según Areyh Finkelberg (1986:317). Este autor adhiere a aquellos que consideran que Parménides siguió un modelo pitagórico del universo, con la Tierra esférica ubicada en el medio de un sistema de anillos concéntricos. Identifica a los anillos ígneos -tanto el subterráneo como el periférico, con el éter. La diosa 'central' se identificaría con el fuego subterráneo.

Los fragmentos 10 y 11 confirman lo expresado por los testimonios, al menos en lo que se refiere al Sol, la Luna, y el cielo, aunque también incluye al éter, a las estrellas, las constelaciones (n.b.: la palabra σήματα que usa Parménides puede significar tanto «constelaciones» como «signos») y la Vía Láctea, y elementos míticos como el Olimpo. El fragmento 10 le da un rol preponderante a la Necesidad (Ἀνάγκη, Anánkē), que obliga al Cielo a mantener a las estrellas en sus límites (πεῖρατα), pasaje en el cual Schofield ve reminiscencias de versos anteriores: p. ej. en el fr. 8, v. 26, donde se mencionan los «límites» del ente, o en los versos 30–31 del mismo fragmento, en los que la misma Necesidad encadena al ente para que sea perfecto, y en el mismo fragmento y con el mismo sentido los versos 42 y 49. Le parece que, en un intento por salvar las opiniones, las aproxima a la descripción de lo real de la primera parte.
La identidad de esta diosa que mantiene los límites no es unívoca. Reaparece en otros dos contextos: en el fragmento 12, citado por Simplicio, se le da el nombre indeterminado de δαίμων (dáimōn, «diosa» o «demonio») y el rol de presidir el nacimiento y la atracción de los sexos. Plutarco (Amat. 756e–f) la llama Afrodita, antes de citar el fragmento 13, que la señala como la madre de Eros.
El comienzo del fragmento 12 y las noticias de Aecio (II, 7, 1 = A37) introducen en la cosmología ciertos στεφάναι (stephánai, que debe traducirse por «anillos» y no por «coronas», como hace Cicerón en De nat. deor. I 11, 28 = A37) y coordinan todos los elementos cosmológicos, tanto los opuestos sensibles como la Necesidad. A esta última la ubica en el centro del sistema, y Aecio la identifica con Dice, Δίκη, presente en el proemio, aquí presidiendo el movimiento y el nacimiento. Algunos anillos eran de fuego puro y otros de mezcla de fuego y oscuridad, y también los hay de lo raro o sutil y de lo denso. Rodeándolo todo hay un muro sólido. La doctrina de los anillos parece ser influencia de Anaximandro (12 A 11 y Aecio, II, 20, 1; 21, 1 y 16, 5) y de Hesíodo, Teogonía 382, donde habla del cielo «coronado» y de las estrellas.
El rol de la Necesidad en el sistema es comparado por los especialistas con aquel que Platón le da en el mito de Er (República 616b–621d). Allí Platón la sitúa en el centro de ciertas torteras dispuestas concéntricamente, representando cada una las esferas celestes que sostienen a las estrellas fijas, los astros cercanos, los planetas, la Luna y el Sol. Guthrie también señala que esta cosmología y la del mito de Er son de raíz pitagórica. En la cosmología pitagórica, el centro del universo generalmente se identificó con Hestia (en los sistemas pitagóricos no geocéntricos como el de Filolao) y con la Madre Tierra (en los sistemas pitagóricos geocéntricos).
Se han intentado diversas reconstrucciones de los estratos anulares concéntricos y su identificación con los elementos sustanciales del cosmos, a partir de la interpretación del fragmento de Aecio (A 37) y otros testimonios doxográficos.
1. El muro sólido que rodea todo, a veces ha sido identificado con el éter,[231][232] pero en general pensado como distinto de todo otro elemento.[233][234]
2. Un anillo ígneo, donde está la estrella matutina (Aecio indica que Parménides la identificó con la vespertina, fragmento A40a). Algunos especialistas indican que este anillo es etéreo, pero difieren entre sí en cuanto a la ubicación de otros astros: se ubican aquí al Sol y los astros,[233] o se entiende que se encuentran realmente en anillos inferiores de naturaleza mixta.[234]
3. Los anillos de naturaleza mixta. El anillo superior de estos es el cielo propiamente dicho donde se encuentra el Sol y, un poco más abajo, la Vía Láctea y, más cerca de lo denso, la Luna.[232][234]
4. Los anillos «densos», cuya substancia es la «noche». Muchos especialistas identifican este anillo con la Tierra.[232][231][234]
5. Un anillo de fuego subterráneo.
6. Un centro sólido, identificado a veces con la Tierra,[233] concepción que otros estudios han criticado ampliamente.[231][234]

Diógenes Laercio le atribuye a Parménides el que fuera el primero en sostener la idea de que la Tierra tiene forma esférica y que está situada en el centro (Vidas, IX 21), pero él mismo cita testimonios que afirman que fue Pitágoras y no Parménides el que sostuvo estas ideas (Vidas, VIII, 48) y también de que fue Anaximandro (Vidas II, 1). Más allá de las evidentes dudas que estas afirmaciones contradictorias generan, Guthrie cree que en esto Parménides siguió, en las líneas generales de la descripción del mundo físico, a Pitágoras. También interpreta que la palabra del fragmento 15a ὑδατόριζον (hydatórizon, «enraizada en el agua»), referida a la Tierra, debe entenderse no en el sentido de la opinión de Tales de Mileto de que la Tierra flotaba en el agua, sino más bien en como una alusión al mundo homérico, que ubicaba en el Hades diversos ríos (v. Od. X, 513).

Reconstrucción de la cosmología parmenídea, según A. H. Coxon (1986:237-243). Postula que se está describiendo en el fragmento un modelo cósmico similar al que se le atribuye a los pitagóricos (fr. A 79a) o a Anaximandro y que luego se representó mediante la esfera armilar: los "anillos" del fragmento B 12 son zonas del cielo delimitadas por las proyecciones celestes del ecuador, los trópicos y los círculos árticos y antárticos. Este modelo concuerda con aquellos testimonios que le atribuyen a Parménides la clásica división de la Tierra en cinco zonas (A 44a) siendo los anillos sus proyecciones celestes: los dos anillos contiguos al ecuador son de fuego puro, y las zonas subtropicales son de mezcla. Lo que rodea a los polos es de pura noche. La eclíptica es el anillo de éter, que Coxon identifica con la diosa que gobierna todo. Esto último viene apoyado por el testimonio de Aecio que indica que la diosa es el anillo ubicado «mas en el centro», y por el rol que la antigüedad le daba al movimiento del Sol y los planetas -movimiento que se da en este plano inclinado- en los procesos cíclicos de generación y corrupción, procesos que el fragmento 12 señala como dirigidos por la diosa.

Los fragmentos 14 y 15 se refieren a la Luna: «luz ajena (ἀλλότριον φώς) brillando en torno de la Tierra» y «mirando siempre al Sol». Los testimonios antiguos creyeron ver efectivamente acá la observación de que la Luna refleja los rayos del Sol. Aecio atribuye a Parménides el aserto (II, 26, 2 = A 42), pero no como su autor: ya lo había dicho Tales, y luego adhirieron a esto Parménides y Pitágoras (II, 28, 5 = A42). Por otra parte, Platón le atribuye la idea a Anaxágoras. Algunos especialistas modernos también creen que aquí se afirma que la Luna refleja los rayos solares, pero Guthrie indica que ἀλλότριος φώς es un giro homérico que significa simplemente «extranjero», sin referencia a la luz (Il. V, 214; Od. XVIII, 219), por lo que el fragmento 14 no contiene tal idea. Además, que no hay posibilidad de confirmar que alguna de estas afirmaciones astronómicas sean realmente de Parménides: no solo los testimonios se contradicen en la noticia de la autoría del descubrimiento, el mismo Aecio dice en otra parte que Parménides pensó que la Luna era de fuego (A 43) —lo que implica que pensaba que tenía luz propia—.
En el fragmento 15a consta una sola palabra: ὑδατόριζον: «arraigada en el agua», adjetivo referido, según su transmisor (San Basilio) a la Tierra. Remite, para algunos especialistas, a la tradición homérica que concebía a Océano como origen de todas las cosas (Ilíada XIV, 246), para otros, a las raíces de la Tierra mencionadas por Hesíodo (Teogonía, 728) y Jenófanes (21 A 41), o bien a la idea de Tales según la cual la Tierra flota en el agua. Finalmente, a algunos les parece innecesario considerar seriamente tal fragmento, en vista de la abundancia y riqueza del resto del poema.

#### Embriología
Una serie de testimonios (Aecio, Censorino y Lactancio en A 53 y A 54) señala que Parménides se interesó por la embriología. Este hecho se ve confirmado por dos fragmentos, uno original, que transmite Galeno (B 17), y otro traducido métricamente al latín por Celio Aureliano (B 18).
El primer fragmento referido (B 17) contiene una indicación sobre el lado en el que es concebido cada uno de los sexos en el seno de la madre:

por la derecha niños, por la izquierda niñas

La explicación de los doxógrafos completa el cuadro: el sexo del embrión depende, por una parte, del lado de donde se engendre en la matriz, y por otro, del lado de donde venga la simiente del padre. Pero el carácter y los rasgos del ser engendrado dependen de la mezcla de las potencias masculinas y femeninas (B 17). De tal suerte que:
1. Si el semen proviene del lado derecho y se aloja en la derecha de la matriz, el embrión será un hombre bien constituido y masculino.
2. Si el semen proviene del lado izquierdo y se aloja en la izquierda de la matriz, el resultado es una hembra con rasgos femeninos.
3. Cuando el semen viene de la izquierda, y se aloja a la derecha del útero, da lugar a un hombre, pero con rasgos femeninos tales como belleza destacada, blancura, pequeña estatura, etc.
4. Si el semen tiene origen en la derecha y desciende a la izquierda del útero, esta vez forma una mujer, pero con rasgos marcadamente masculinos: virilidad, altura excesiva, etc.[241]

Schofield señala que aquí parece haber una influencia de Alcmeón de Crotona y su doctrina de la salud, la cual era concebida como «igual distribución» (ἰσονομία) de las fuerzas (24 B 4). Eggers Lan cree ver que la mezcla de poderes está referida a los principios cosmológicos «Luz» y «Noche». Esta concepción es opuesta a la posterior de Anaxágoras, que según Aristóteles (de Generatione animalium, IV, I 763b 30) sostenía que solo la simiente masculina determina el sexo.
Las dificultades interpretativas de estos fragmentos no se les ocultan a los especialistas. Ya Guthrie señaló que había ciertas contradicciones entre el fragmento B 16 y el testimonio de Aristóteles (A 52) y Aecio (A 53), que atribuyen a Parménides la opinión de que lo masculino está asociado con lo frío y lo denso, y lo femenino con lo cálido y sutil. Esto trastocaría inevitablemente la concepción griega general, que asocia lo derecho a lo luminoso y cálido, y lo izquierdo a lo oscuro y frío. Tudela no deja de indicar que los testimonios son ambiguos, ambigüedad a la que hay que añadir que uno de los fragmentos es una traducción de dudosa fidelidad.

#### Teoría del conocimiento sensible
Teofrasto, discípulo de Aristóteles, al consignar la opinión de Parménides sobre la sensación (de Sensu 3, A 46), indica que Parménides sostiene que la percepción procede por semejanza. Así como Empédocles luego dijo que «vemos la tierra con tierra, el agua con agua» (31 B 109), él sostuvo, de acuerdo con su doctrina de los contrarios sensibles, que la percepción mortal depende de la mezcla de estos opuestos en las distintas partes del cuerpo (μέλεα). Pero, siguiendo la interpretación de su maestro sobre los opuestos parmenídeos, dice que el pensamiento que surge de lo caliente es más puro. Fränkel pensó por ello que esta teoría del conocimiento valía no solo para la percepción sensible, sino también para el pensamiento de «lo que es». Vlastos sostiene que la identidad del sujeto y el objeto de pensamiento vale tanto para el conocimiento de lo que es (B3) como para el conocimiento sensible, aunque acepta que «lo que es» es «todo idéntico» (B8, v. 22), mientras que la estructura del cuerpo es una mixtura de elementos diferentes, y que la preponderancia de la luz no justifica físicamente el conocimiento de «lo que es». El modo de concebir un conocimiento puro no es imaginando una situación en la que el cuerpo tenga más luz, sino que este sea de pura luz, y esto es lo que Parménides realiza en el viaje relatado en el proemio. Otros comentaristas no están de acuerdo en transponer esta explicación «física» al plano de la vía de la verdad. Guthrie y Schofield remarcan la pertenencia exclusiva de esta teoría al campo de lo sensible, de la opinión mortal.

#### Final de la cosmología
El fragmento B 19, transmitido por Simplicio en su de Caelo, 558, 8-10, se ubica al final del discurso sobre lo sensible. Reafirma los conceptos vertidos antes (fr. B 8, vv. 50-61): sobre la estrecha ligazón de la cosmología con la opinión (v. 1), sobre la corruptibilidad de los elementos del cosmos y su pertenencia al tiempo (v. 1 y 2), y sobre la constitución «nominal» de este cosmos (v. 3).

## Juicios de la posteridad acerca de Parménides

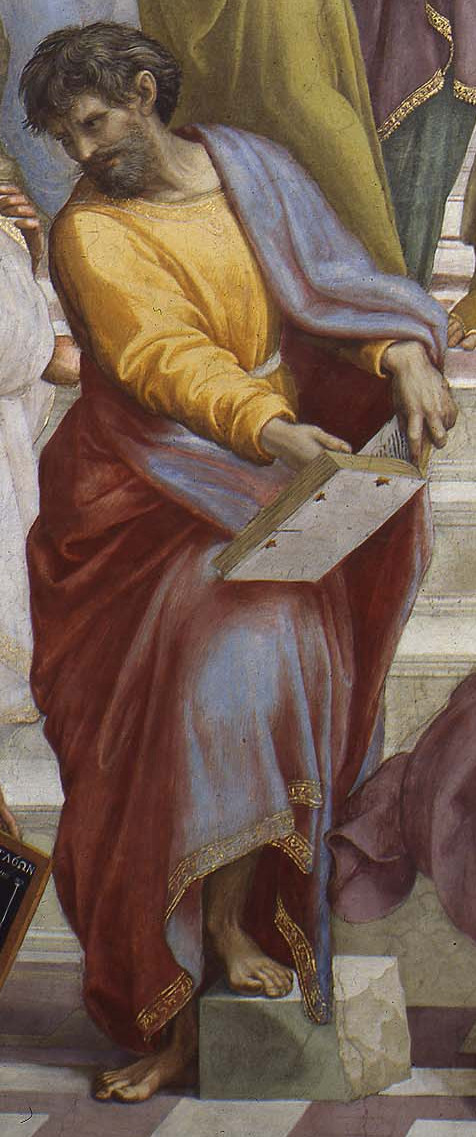
Parménides. Detalle de La escuela de Atenas de Rafael.

De entre los más relevantes filósofos y pensadores:
- Platón, por medio de los personajes de sus diálogos, lo llama «el grande» (Sofista 237 a), «padre» (241 d), hace decir a Sócrates que Parménides es «venerable y temible a la vez (...) se me reveló en él una magnífica y muy poco frecuente profundidad de espíritu» (Teeteto 183 e). Incluso reconoce con honestidad que no lo comprende completamente, pues le hace decir también enseguida (184 a): "Temo que no estemos familiarizados con sus palabras, y que lo que piensa sin decirlo nos rebase por completo".

- Aristóteles reconoce que Parménides tiene una posición especial dentro de los primeros filósofos, y lo distingue de los «fisiólogos» o filósofos de la naturaleza, puesto que su pensamiento torna imposible el saber acerca de la misma (de Caelo 298b 14-24; Física 184b15). A la vez, lo destaca del grupo de los monistas, por manifestar una visión sobre lo Uno más profunda, según el concepto, y no según la materia (Metafísica, 986b10 - 30). Aristóteles responde al problema del cambio de Parménides con su pluralismo ontológico[250] («la expresión 'algo que es' se dice en muchos sentidos»; Metafísica, 1003a33) y su distinción entre acto y potencia (Metafísica, 1045b-1052a).

- Hegel dice de él: «Con Parménides comenzó el filosofar auténtico; en ello hay que ver el ascenso al reino de lo ideal. Un hombre se libera de todas las representaciones y opiniones, les niega toda verdad y dice: solo la necesidad, el ser, es lo verdadero».[251]

- Martin Heidegger ha reconocido la intelección de Parménides como el comienzo de la historia de la metafísica, esto es, el encubrimiento del principio de la metafísica.[252]
- Karl Popper vio en Parménides la primera formulación del razonamiento deductivo, el universo estático y la ley de conservación de la materia y energía.[253] Al visitar Popper a Albert Einstein, llamó a Einstein "Parménides" en vista de su creencia en "un universo de bloque de cuatro dimensiones de Parménides en el que [todo] el cambio era una ilusión humana". Según Popper, los puntos de vista de Heráclito y Parménides se reconciliaron en la ciencia moderna.[254]
- Kurt Gödel expresó que la teoría de la relatividad "parece que se obtiene una prueba inequívoca de la opinión de aquellos filósofos que, como Parménides, Kant y los idealistas modernos, niegan la objetividad del cambio y consideran el cambio como una ilusión" porque si el tiempo "significa que la realidad consiste en una infinidad de capas de 'ahora' que van surgiendo sucesivamente" y "la simultaneidad es algo relativo [...] la realidad no se puede escindir en tales capas de una manera objetivamente determinada. Cada observador tiene su propio conjunto de 'ahora', y ninguno [...] puede reclamar la prerrogativa de representar el lapso de tiempo objetivo".[255]
- Jeremy C. DeLong apunta a Parménides junto con Aristóteles como padre de la lógica. También señala la similitud de Heráclito cuando describe el Logos al igual que Parménides describe "lo que es", divino, eterno e inmutable.[1]
- La ilustración de John McTaggart de las teorías o series A y B del tiempo se ha visto como una aplicación análoga al tiempo de las vistas de Heráclito y Parménides respectivamente.

De entre los historiadores de la filosofía y los filólogos:
- William Keith Chambers Guthrie observa que la figura de Parménides es un hito fundamental que divide en dos el curso de la filosofía presocrática, porque detuvo la indagación sobre el origen y la constitución del universo y reorientó el rumbo del pensamiento arcaico.[10]
- Bertrand Russell escribió en Historia de la filosofía occidental: «Lo que la filosofía posterior, hasta los tiempos modernos, aceptó de Parménides, no fue la imposibilidad del cambio —que era una paradoja demasiado estridente—, sino la indestructibilidad de la sustancia. La palabra sustancia no se da en sus sucesores inmediatos, pero el concepto ya está implícito en sus especulaciones. Se suponía que una sustancia era el sujeto persistente de predicados variables. Y así llegó a ser y fue durante más de dos mil años una de las concepciones fundamentales de la filosofía, psicología, física y teología».[256]
- Giorgio Colli presenta a Parménides como un sabio «todavía próximo a la época arcaica del enigma y de su religiosidad» quien, ante la amenaza destructiva de la argumentación dialéctica en su forma ¿es o no es?, habría optado por el ser para salvaguardar la naturaleza divina y metafísica del mundo. Según Colli, «quizás no exista otro pensador en quien a la exigüidad de los fragmentos transmitidos corresponda una riqueza teórica igualmente ilimitada».[257]

- Allan Hartley Coxon sostiene que frente a los otros presocráticos anteriores que descubrieron los principios de lo que actualmente se conoce como ciencia, Parménides fue el primer filósofo genuino del mundo griego, el fundador de la filosofía europea y el primer metafísico propiamente dicho.[258]

- Alberto Bernabé Pajares dice que

«La especulación de Parménides de Elea habría de dejar una impronta imborrable en la trayectoria del pensamiento llamado presocrático. A partir de él, tanto si se aceptaron sus ideas (como hicieron otros filósofos de Elea como Zenón y Meliso) como si se propusieron alternativas (caso de Empédocles, Anaxágoras o los Atomistas), los filósofos que lo siguieron no tuvieron más remedio que partir de sus formulaciones e intentar resolver sus aporías, por lo que la especulación posterior habría de orientarse por caminos muy diferentes de los que se habían tomado anteriormente.»

El juicio de la posteridad acerca de la importancia de su obra, a pesar de lo variado de las razones, es unánime: Parménides es una figura de primer orden en el panorama de la filosofía griega y de todo el pensamiento occidental.

## Tabla de correlación de fragmentos - citas
| Diels-Kranz | Coxon | Autor                                                        | loc. cit. |
| ----------- | ----- | ------------------------------------------------------------ | --- |
| 28 B 1      | 1     | Sexto Empírico / Simplicio                                   | Adversus Mathematicos VII 111ss / In Aristotelis De Caelo comm. 557, 28                                                                                   |
| 28 B 2      | 3     | Proclo/Simplicio                                             | In Platonis Parmenidem comm. 1078 4-5 y In Platonis Timaeum comm. I, 345, 18-27 / In Aristotelis Physica comm. 116, 25                                    |
| 28 B 3      | 4     | Clemente de Alejandría/Plotino                               | Stromateis VI 23 / Enéada V 1, 8 y 9, 5 |
| 28 B 4      | 6     | Clemente de Alejandría/ Proclo/Teodoreto/Damascio            | Stromateis V, 15 / In Platonis Parmenidem comm. 1152 37/Curación de las enfermedades griegas I, 72 / Dudas y soluciones sobre los primeros principios, 34 |
| 28 B 5      | 2     | Proclo                                                       | In Platonis Parmenidem comm. 708, 16 |
| 28 B 6      | 5     | Simplicio                                                    | In Aristotelis Physica comm. 117, 2 |
| 28 B 7      | 7     | Platón / Aristóteles / Sexto Empírico / Simplicio            | Sofista 237a / Metafísica, XIV II 1089a2 / Adversus Mathematicos VII 111 / In Aristotelis Physica comm. 144, 29                                           |
| 28 B 8      | 8     | Simplicio / Clemente / Platón / Aristóteles                  | In Aristotelis Physica comm. 145, 1-28; 146, 1-24 y 38, 31-39 / Stromateis V 113 / Teeteto 180d, Sofista 244e / Física III, 6,207a 15                     |
| 28 B 9      | 11    | Simplicio                                                    | In Aristotelis Physica comm. 180, 9-12 |
| 28 B 10     | 9     | Clemente de Alejandría                                       | Stromateis V, 138 |
| 28 B 11     | 10    | Simplicio                                                    | In Aristotelis de Caelo comm. 559, 22-25 |
| 28 B 12     | 12    | Simplicio                                                    | In Aristotelis Physica comm. 39, 14-16 y 31, 15-17 |
| 28 B 13     | 13    | Platón / Aristóteles / Plutarco / Sexto Empírico / Simplicio | Banquete 178b / Metafísica984b 23-26 / Amatorius XIII / Adversus Mathematicos IX 9 / In Aristotelis Physica comm. 39, 18                                  |
| 28 B 14     | 14    | Plutarco                                                     | Adversus Colotem 1116a |
| 28 B 15     | 15    | Plutarco                                                     | De facie quae in orbe lunae apparet 16, 929b y Quaestiones romanae 76, 822b                                                                               |
| 28 B 15a    | 16    | Anónimo                                                      | Escolio a las Homiliae in Hexaëmeron 25 |
| 28 B 16     | 17    | Aristóteles / Teofrasto                                      | Metafísica 1009b 22-25 / De sensu III |
| 28 B 17     | 18    | Galeno                                                       | in Hippocratis libros Epidemiarum VI, comm. 2 |
| 28 B 18     | 19    | Celio Aureliano                                              | Morb. Chron. IV, 9 |
| 28 B 19     | 20    | Simplicio                                                    | In Aristotelis de Caelo comm. 558, 9-11 |